# История серболужицкого народа
Изменение территории лужицких сербов
Лужичане (далее — лужицкие сербы) являются сохранившимся не германизированным остатком полабско-балтийских славян. Проживают на территории современной Германии с VI века. По письменным источникам известны с 631 года. С X века — в составе Германии. Территория Верхней Лужицы с 1018 по 1032 год входила во владения Польши; с перерывами c XI по XIII век, и с 1319 по 1635 год — во владения Чехии. Территория Нижней Лужицы входила в состав Чехии с 1373 по 1635 год. К XV веку произошло разделение серболужицкой территории на Верхнюю (на земле племени мильчан) и Нижнюю (на земле племени лужичан) Лужицу. В Средние века лужицкие сербы были народом с неполной социальной структурой, занятым в основном земледелием; серболужицкое население городов (подградьев) обслуживало потребности немецкого патрициата и бюргерства. В XIX веке в период «национального возрождения» возникло славянское самосознание. На начало 1940-х годов власти Германии планировали массовое переселение лужицких сербов как расово неполноценного элемента.
Сербам-лужичанам неоднократно предсказывали их окончательную германизацию. Общественное мнение Германии нередко рассматривало серболужицкий народ как нежизнеспособный пережиток прошлого. Так, Мартин Лютер в XVI веке предрекал, что «…через сто лет о лужицком языке не будет и помину». Фридрих Энгельс в XIX веке рассуждал о лужицких сербах в прошедшем времени: «Эти славянские области полностью германизированы, дело это уже сделано и не может быть исправлено, разве только панслависты разыщут исчезнувшие сорбский, вендский и ободритский языки и навяжут их жителям Лейпцига, Берлина и Штеттина». Российский чиновник В. С. Тимковский, посетивший Лужицу в 1814 году, записал в своём дневнике, что «…наречие сербо-вендское должно умереть и умрёт». Словацкий учёный Ян Коллар сравнивал Лужицы с двумя лодочками, которые ещё держатся на поверхности океана германизации, но судьба их предрешена.

## Средние века

### Период независимости

#### VI — первая половина VIII века

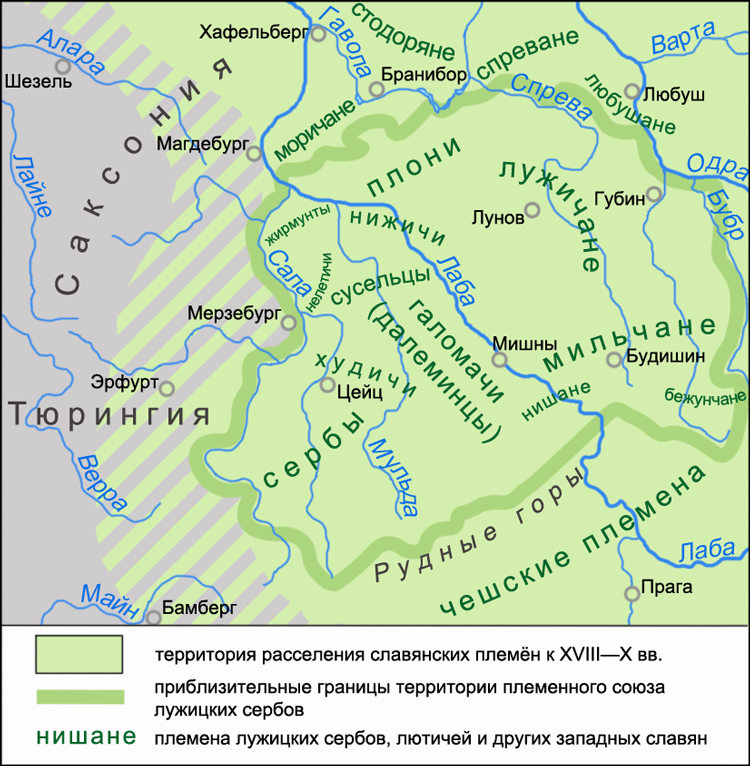
Серболужицкие племена в VIII—X веках

Сербы (Surbi) впервые упоминаются в хронике франкского хрониста Фредегара от 631 года. В этом году сербский князь Дерван, возглавив ополчение славянских племён государства Само, совершил военный поход в Тюрингию, где одержал победу над франкским королём Дагобертом.
В. В. Седов связывал появление сербов между реками Зале и Эльба с «антским миграционным потоком», который привёл сюда из Подунавья «рюссенскую группировку славян». Учёный присоединился к выводам О. Н. Трубачёва, который рассматривал раннеславянский этноним сербы как индоарийский компонент, «а само племя локализуется в Побужье (геродотова Старая Скифия), то есть опять-таки в антском регионе».
Современные лужицкие сербы являются потомками двух серболужицких племён — лужичан и мильчан, относящихся к полабско-балтийских славянам, которые в X веке занимали территорию от Балтийского моря на севере до Лужицких гор на юге. Славяне на эти земли мигрировали в VI веке — в период Великого переселения народов. В тот момент Полабье оказалось свободным от германцев, ушедших на юг: об этом можно судить по сообщениям Прокопия, однако имеются сведения о том, что часть германского населения сохранилась в отдельных местностях между Эльбой и Одрой (например, область славянского поселения Дессау — Мосикгау, район германского племени варнов, к востоку от Зале). Около 20 племён, называвшие себя сербами, осели на территории Восточной Германии, с севера ограниченной районом Берлина. Часть сербов дошла даже до Баварии и Тюрингии. Численность сербов в то время, по данным археологии, составляла 160 тысяч человек. В IX веке сербские племена населяли территорию между рекой Зале на западе и реками Бубр и Квиса на востоке; немецкие соседи называли их сорбами (Sorben) или вендами (Wenden).
Лужичане численностью около восьми тысяч человек проживали в Нижней Лужице: в районе Шпревальда и Котбуса. Центром лужичан, вероятно, служило городище Liubusua. Об этом племени напоминает название «Лужица». Лужицей (от славянского luža — «заболоченная местность») первоначально стали называть северный ареал лужицких сербов, занятый в то время лесами и болотами. Тогда в этом краю кроме лесов и лугов было много озёр, болот и луж. О характере местности напоминает и серболужицкое название Шпревальда — «Блота». Мильчане с сопоставимой численностью проживали в Верхней Лужице. Их главными опорными пунктами были Будишин (Баутцен) и Згорельц (Гёрлиц). К западу от мильчан проживали гломачи (далеминцы), опорным пунктом которых было городище Гана. В VI—X веках площадь серболужицкой территории составляла около 40 тыс. км².

#### Борьба с франками

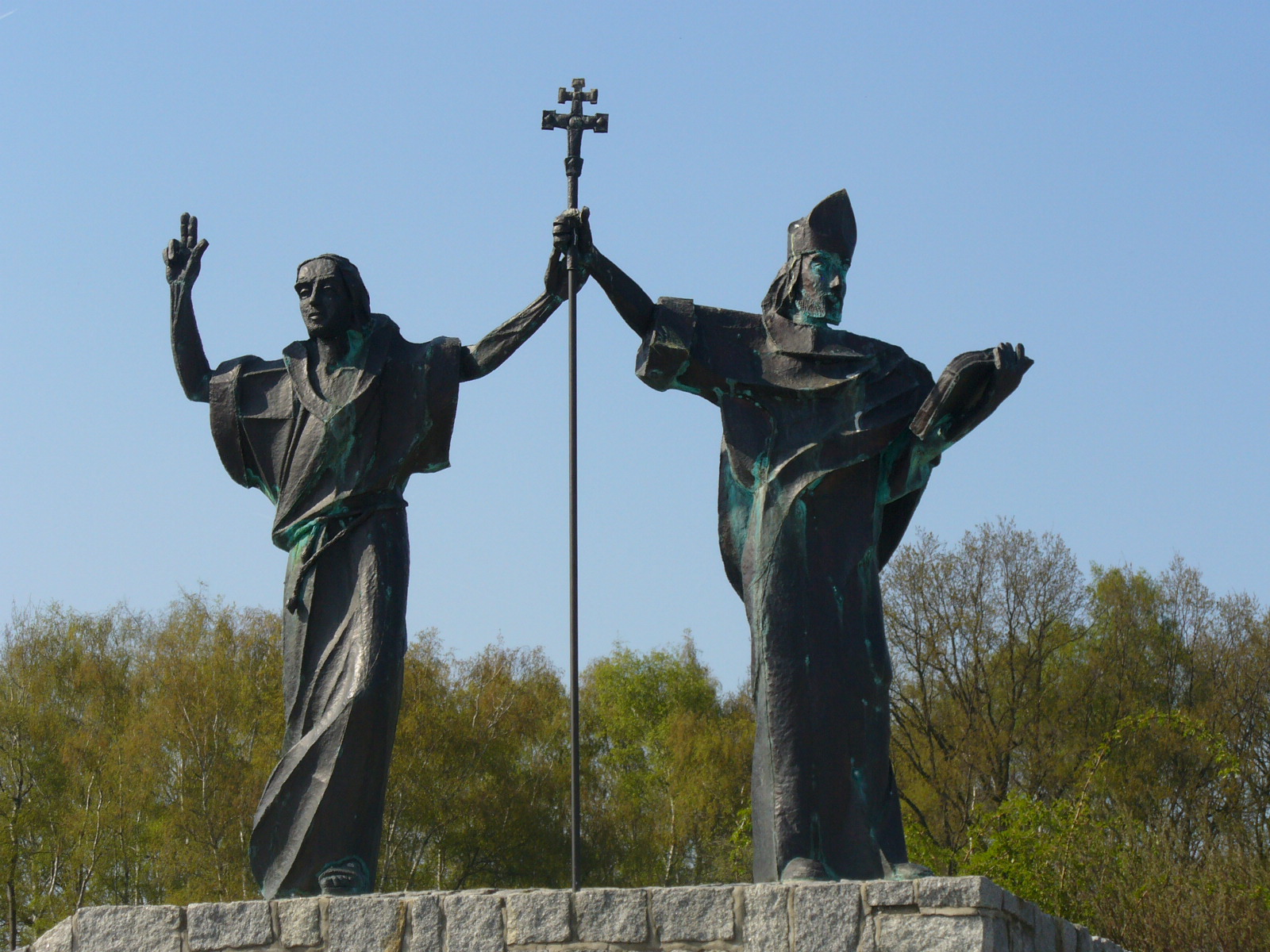
Памятник Кириллу и Мефодию в Верхней Лужице

С VI до VIII века франки относительно редко нападали на городища полабских славян. Начиная с середины VIII века могущественное Франкское государство стремилось завоевать земли западных славян. В борьбе с франками сербы остались разобщёнными, каждое племя боролось в одиночку. Сербский племенной союз был основным объектом экспансии франков на земли полабских славян. Таким образом было положено начало натиску германских феодалов на славян, известное как Дранг нах Остен. В 766 году франкское войско совершило нападение на сербские племена в среднем течении Зале. В битве у Вайдахабурга в районе Наумбурга сербы потерпели поражение и вынуждены были платить франкам дань. В 782 году произошло восстание племён между Зале и Эльбой, закончившееся свержением франкского ига. После того, как франки покорили германское племя саксов и славян-лютичей, в 805 году они обрушились на сербское племя гломачан в районе современного Майсена, вынудив князя Семелу признать зависимость. В 806 году вторжение в сербские земли повторилось: битвы произошли в среднем течении Эльбы (у Дессау и Цербста), и, видимо, в Нижней Лужице (вблизи Калау). В битве у Геры в том же году пал князь Милидух.
На землях покорённых сербов Карл Великий создал пограничную область (марку), которая в IX веке получила название «Сербской марки». Вдоль границы от Магдебурга до Регенсбурга были построены укрепления (крепости и военные гарнизоны) — «Limes Sorabicus» (то есть «Сербский рубеж»). Правители области «limes Sorabicus» были наделены полномочиями воевать с сербами и взимать с них дань. После смерти Карла Великого отдельные сербские племена поднимали антифранкские восстания в 816, 839, 851 и 856/858 годах. В 839 году сербы, лютичи и ободриты на время избавились от владычества франков: в битве при Кезигесбурге (в районе Кётена) пал князь Цимускло. После раздела Франкской державы в 843 году на границе с сербами образовалось Восточно-Франкское королевство. Его король Людвиг Немецкий предпринял новый поход в земли сербов, которые после покорения были обязаны к уплате дани и службе в франкском войске. Желая сохранить свои владения, представители сербской знати переходили на сторону франков. Таким был князь Честибор, который был убит как предатель во время восстания 858 года. Лужичане, мильчане и гломачи принимали участие в восстаниях и спорах 863, 873/874, 877 и 880 годов. В конце IX века владычество франков было низвергнуто и почти все сербские земли оказались свободны. Всего в VIII—IX веках франки предприняли 14 военных походов против сербских племён, крупнейший из который состоялся в 839 году.
В 883—895 годах серболужицкие земли входили в состав Великой Моравии, могущество которой позволяло сдержать натиск франков в IX веке. После смерти князя Святополка, в 897 году Лужица отделилась от Великой Моравии.
С лужичанами ассоциируются обитатели городища  Торнов в бассейне реки Шпрее (Нижняя Лужица), датированное VII—IX веками.

#### Борьба с немцами

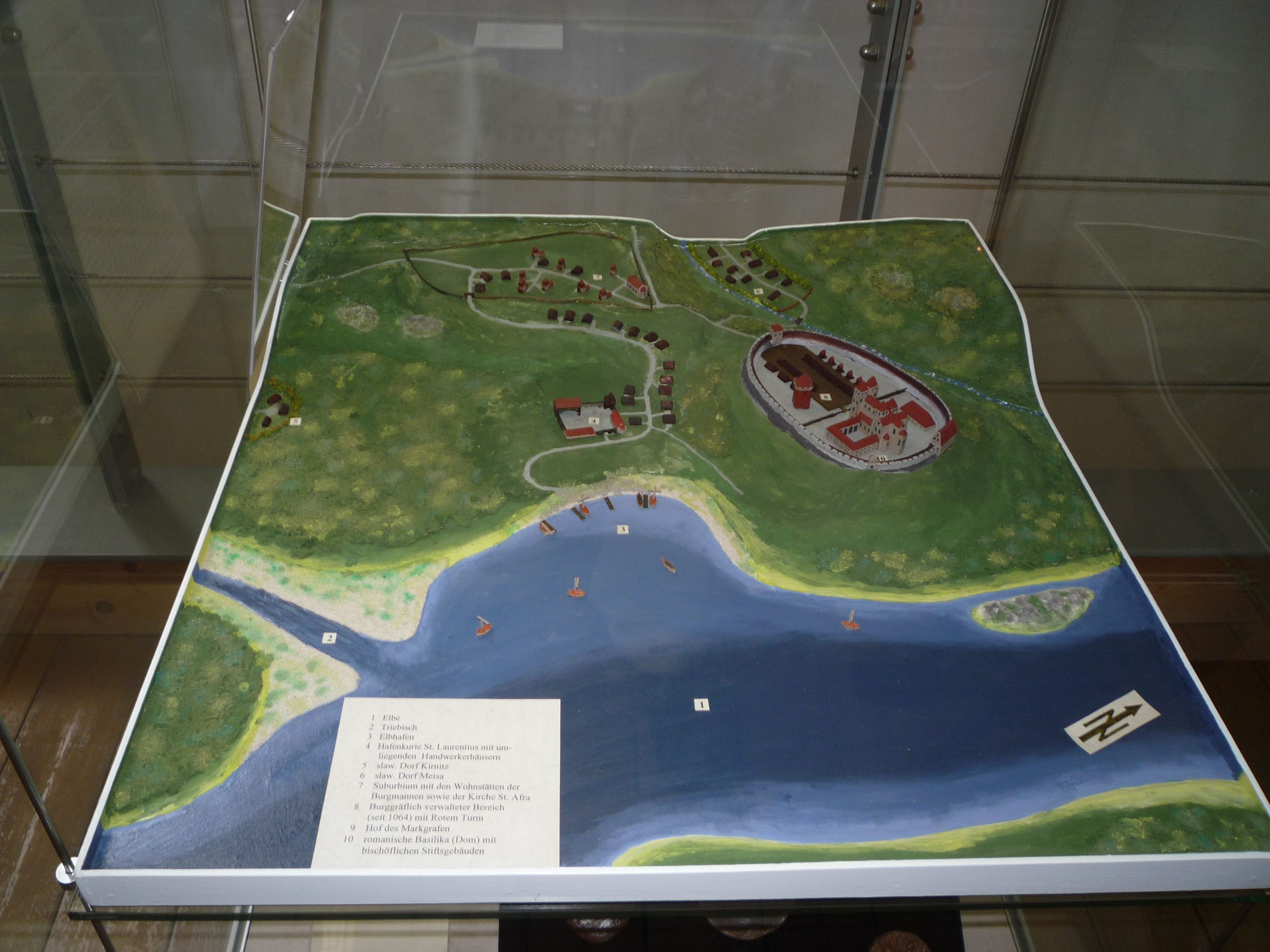
Модель Майсена X века — опорного пункта немецкой экспансии против славян (осн. 929)

Крах Великой Моравии повлёк резкое ухудшение положения сербских племён: это позволило преемникам франков — герцогам Саксонии ударить по сербам. Угрозой для последних уже в начале X века стал «страж тюрингского рубежа» — саксонский герцог Оттон Светлый, который послал своего сына — будущего Генриха I Птицелова против племени гломачей. Последние возглавили сопротивление сербов против складывающегося Восточно-Франкского королевства (Немецкого государства). В 908 году сербы-доленчане в союзе в венграми совершили поход против Тюрингии и Саксонии. В первой половине X века, во время правления Генриха I и Оттона I, немцы покорили сначала доленчан, потом мильчан и лужичан. В X веке сербы воевали против Восточно-Франкского королевства, которое в 932 году одержало победу над славянами. Покорённые сербы неоднократно поднимали восстания, которые были подавлены завоевателями. Тысячи сербов были истреблены, их сёла и городища разрушены.
В 929 году немецкий король Генрих I Птицелов, годом ранее покорив соседей сербов гавелян, подчинил гломачей, нижан и чехов. После двадцатидневной осады города гломачей Ганы его взрослое население было полностью перебито, а дети уведены в рабство. В том же году для укрепления своей власти Генрих I основал на берегу Эльбы крепость Майсен, которая должна была стать опорным пунктом для будущих походов против сербов. Подчинив лужичан и мильчан в 932 году, Генрих позволил убить всех побеждённых или обратить их в рабство. В 936 году на земли лужичан вторгся маркграф Геро I Железный, который их покорил и обложил данью. В 939 году Геро пригласил к себе на пир 30 полабских и сербских князей для заключения мира, и на пиру вероломно их убил. В 983 году сербское племя мильчан приняло участие в Великом восстании славян, благодаря которому лютичам и ободритам удалось сохранить независимость до 1147 года. В войнах IX—X веков были разрушены сотни сербских селений, около ста сербских городищ и укреплений, сербские земли были опустошены и обезлюдели. С окончательного завоевания мильчан в 990 году лужицкие сербы были побеждены навсегда: сведения о восстаниях полабских славян в конце X века о них уже не упоминают.

#### Социально-экономический уклад

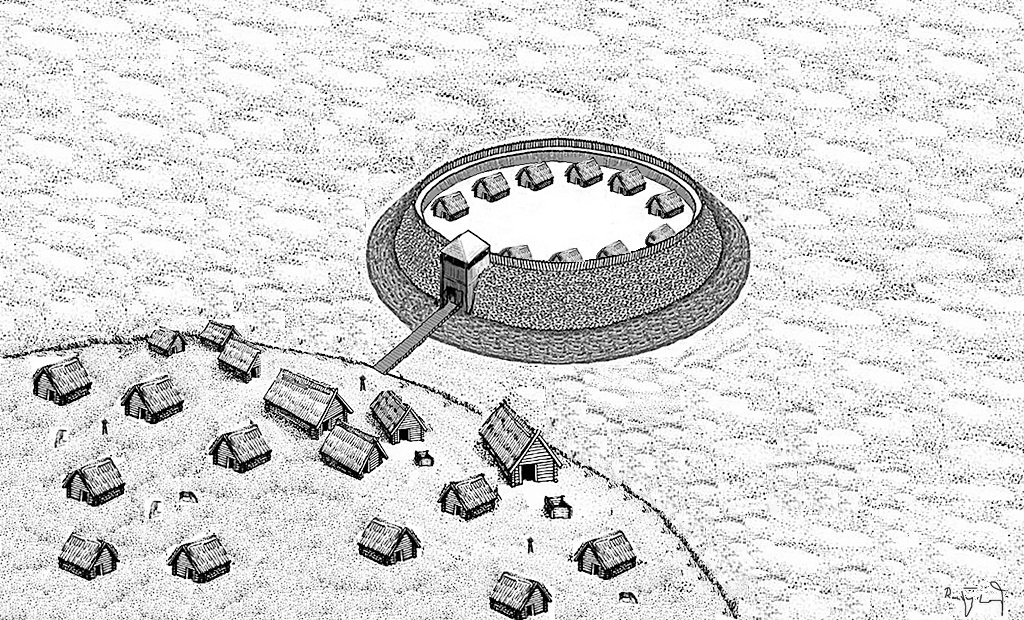
Славянское городище в Лужице, IX—X века

Основными занятиями лужицких сербов было земледелие и скотоводство. Полабские славяне выращивали пшеницу, ячмень, горчицу, просо, лён, мак, хмель и овощи. Хмель и ячмень применялись в пивоварении. Мёд заменял в то время сахар. Из него настаивали медовуху. Из воска изготавливали свечи для освещения жилища. Для обработки пашни использовали деревянный плуг с железным лемехом и бороной. Зерно собирали серпом. Они разводили коров, свиней, коз, овец и коней. Последние использовались также в военных целях. Некоторые семьи имели рабов. Они занимались также ремёслами, торговлей, рыболовством, охотой, пчеловодством. Приблизительное в VIII веке происходил распад родового строя: на смену роду пришла сельская община. Главой племени был князь, 90 % населения составляли свободные селяне. В IX веке появились лично зависимые люди.
Постепенно выделился слой ремесленников. Кожевники выделывали кожи домашних и диких животных. Полабские славяне научились добывать и выплавлять железную руду. Кузнецы из болотной руды изготавливали мечи, наконечники копий, топоры, ножи, вилы, лемехи. В окрестностях Галле развивалась добыча соли, которая в то время была дорогим товаром. Через эти земли проходили торговые пути в Западную Европу, Скандинавию и страны Востока. Полабские славяне вели торговлю со своими соседями. К ним приезжали купцы из Византии и Аравии. В Верхней Лужице (например, в селе Мешвиц) были найдены арабские монеты VIII—IX веков. Иностранные купцы приезжали за балтийским янтарём, а также зерном, кожами, мехами куниц, соболей, лисиц и бобров. Славяне приобретали серебро, украшения и железное оружие. Также продавали в рабство военнопленных.

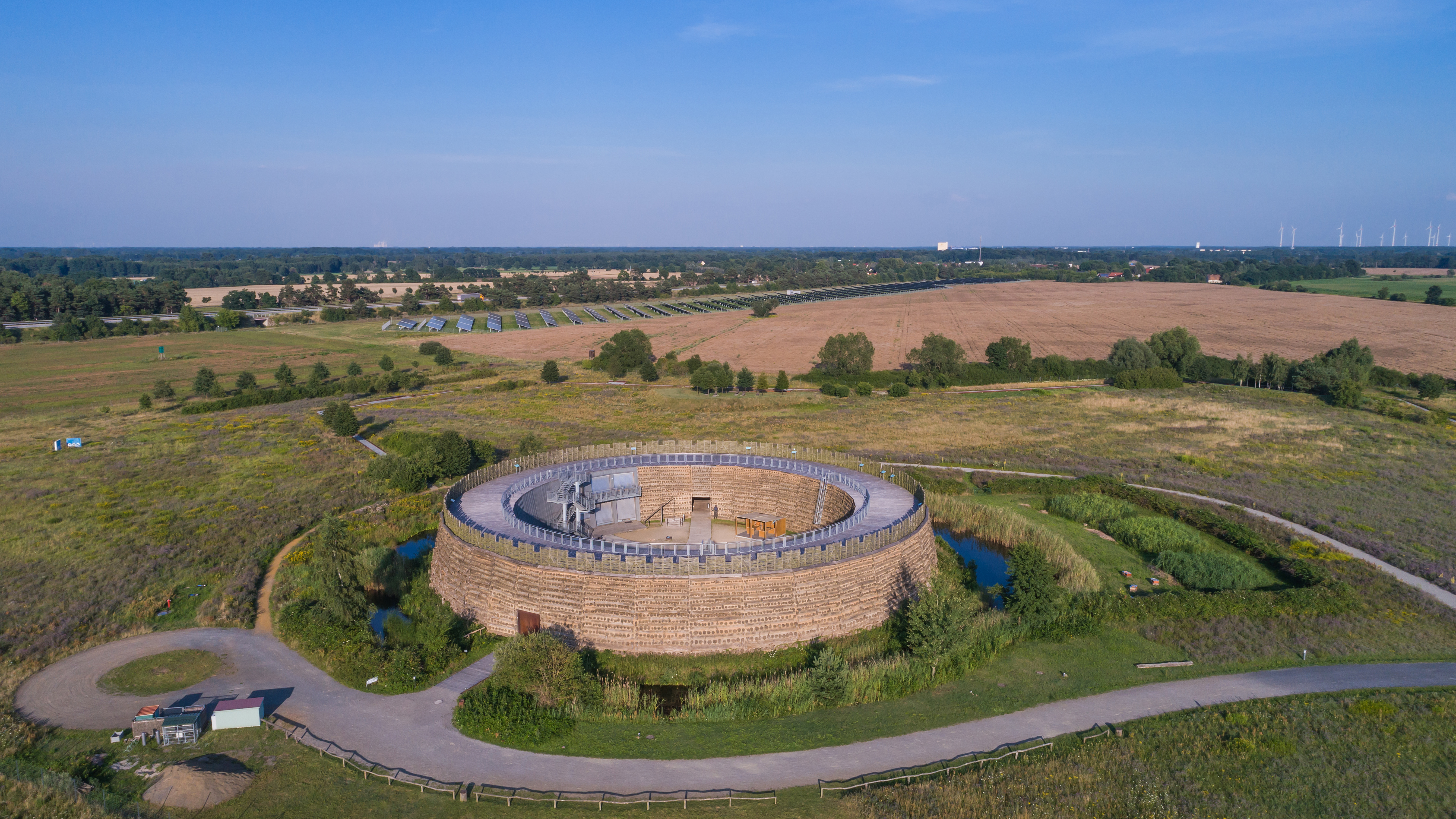
Нижнелужицкая крепость Раддуш (реконструкция)

Из дерева славяне строили городища, святилища, дома и мосты. Баварский географ IX века сообщает о существовании 30 городищ у лужичан и 30 городищ у мильчан. Всего же в Лужице существовало около 200 городищ. Городищные округа образовывали жупу. Городища устраивались на возвышенностях или на берегу водоёмов для дополнительной защиты от нападений. Городища круглой или четырёхугольной формы состояли из земляного вала с кольями, окружённого глубоким рвом. Вход в городище осуществлялся через деревянные ворота, к которым вёл мост через ров. О строительстве такого городища сообщает арабский путешественник Ибрагим ибн Якуб, побывавший в этих местах около 965 года. Городища служили убежищем от грабительских набегов, местом проведения народного собрания (веча или сейма), а также местом пребывания вождя и его дружины. На вече обсуждали вопросы войны и мира, проведения общих работ (по осушению болот или расчистке леса), избирался жупан.
В IX—X веках полабские славяне находились на стадии развития военной демократии. К IX веку сформировался привилегированный социальный слой, состоявший из племенных князей (reges), предводителей племён (duces) и знати (primores). Грады (civitates) превратились в места хранения богатств и военной добычи знати. Наметился переход к раннефеодальному государству. Самым значительным торговым центром сербских племён был Торгау. Наиболее развитыми племенами сербского союза были гломачи и сиуслы. У лужичан, спревян и стодорян накануне завоевания в первой половине X века протекал процесс формирования государственной организации.

#### Религия

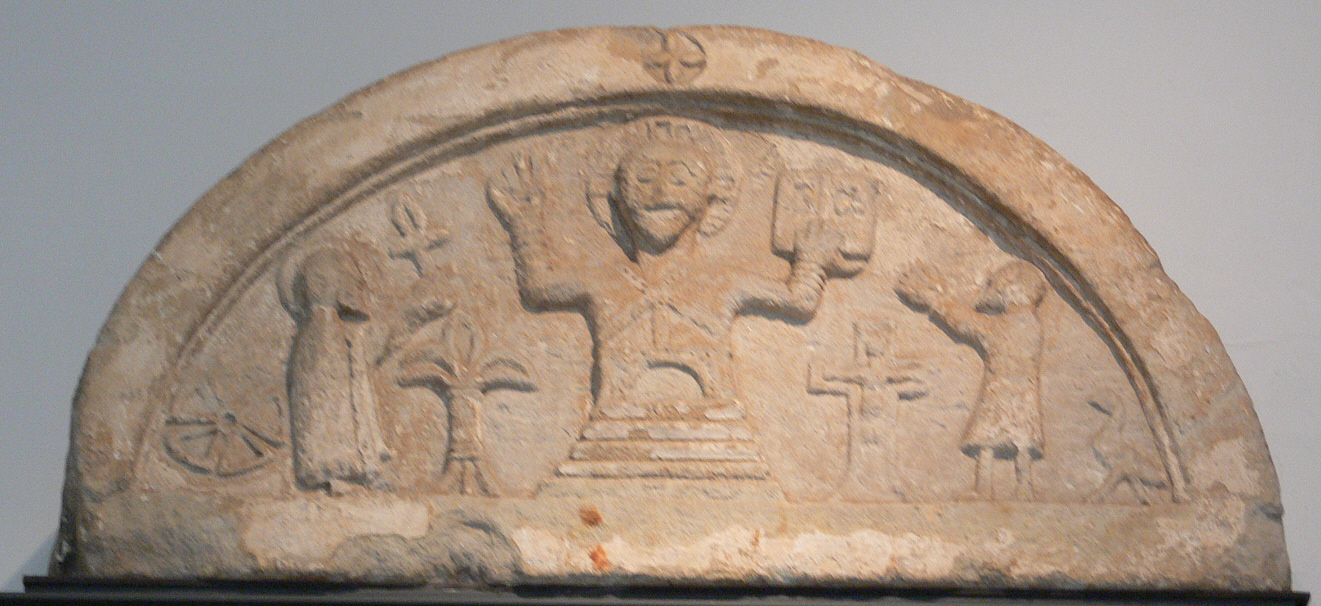
Новообращённый и крестьянин с гусем. Тимпан портала церкви в Эльстертребнице, начало XII века

О языческой вере лужицких сербов имеется очень мало сведений, да и те относятся лишь к поклонению природе. О божествах письменные источники не упоминают. Мерзебургский епископ Детмар сообщал о том, что сербское племя далеминцев поклонялось озёрам и источникам, и вещало у берегов священного озера с помощью крови и пепла; у сербов была священная роща Зутибуре (Святобор). О язычестве сербов на реке Зале сообщают источники по XI и XII веках. Сербы не имели своего государства и государственной религии в отличие от других полабских славян, и на 200 лет раньше последних покорились влиянию христианства, не препятствуя его распространению.
Христианство было принесено сербским племенам миссионерами (Кириллом и Мефодием) или в насильственной форме франками и саксами. Согласно преданиям, Кирилл посещал ряд лужицких местностей, в том числе Гёрлиц. Наличие богемизмов и славянизмов в христианской терминологии лужицких сербов может свидетельствовать о приходе христианства к сербам-лужичанам из Чехии в X веке, до немецкой колонизации южных районов Лужицы. О проникновении в лужицкие земли кирилло-мефодиевской письменности сказать трудно (Frinta, 1954). Военные походы немецких королей и феодалов осуществлялись зачастую под видом «распространения христианства» или «наказания язычников». Захватчики учреждали в землях полабских славян новые епископства, а позднее стали возводить монастыри и церкви. В 948 году в землях гавелян было основано первое епископство — Бранденбургское, а двадцать лет спустя и в землях сербов — Мерзебургское, Майсенское (осн. 968), Наумбургское и Цайцское епископства, а также приграничное Магдебургское архиепископство. В Майсене первая церковь была построена в 938 году. Несмотря на то, что немецкая церковь пыталась всеми средствами ликвидировать языческую религию славян, сербы ещё десятилетиями и столетиями продолжали придерживаться своего язычества.

### В составе Германии

#### XI—XIV века

Марки на землях лужицких сербов,
ок. 1000 года

После покорения лужицких сербов их земли отошли к немецким королям, которые позднее раздали их светским и церковным феодалам в ленное владение. В IX—X веках у сербов сложилась новая социальная структура. Старая сербская знать была в основном истреблена в ходе войн с немцами. Некоторые её представители перешли на сторону победителей и влились в состав новой, немецкой знати. Маркграфы, рыцари, епископы и аббаты были в основном немцами. Основную массу покорённого населения составляли теперь зависимые крестьяне, которые несли основную тяжесть податей и работ. Нижний слой занимали несвободные и рабы. Они были лишены всяких прав, их можно было продать или обменять. Оставались ещё и свободные крестьяне, платившие государственные подати, многие из которых были немецкими поселенцами, и в их владении земли, леса и луга. Зависимые слои населения по своей национальности были в основном сербами. На серболужицкой территории были образованы маркграфства. На землях лужичан возникла Лужицкая марка, на землях мильчан — Мейсенская, на остальных землях сербов — Мерзебургская и Цайцская марки. Во главе марок стояли тюрингские и саксонские графы.
В 1002 году между немецким королём Генрихом II Святым и польским князем Болеславом I Храбрым вспыхнул конфликт за обладание серболужицкими землями. Победу одержали поляки, заняв Майсен, Штрелу и Будишинскую крепость. 30 января 1018 года был заключён Будишинский мир, по которому лужицкая и мильчанская земли закреплялись за Польшей. В 1030 году польский князь Мнячко уничтожил 100 серболужицких деревень. Между 1028 и 1031 годом произошли новые столкновения, в результате которых немецкому королю Конраду II удалось вернуть эти земли под власть немцев.
Мейсенское епископство до 1402 года подчинялось архиепископу Магдебургскому, после чего было подчинено непосредственно римскому папе. С 1066 по 1106 год епископство возглавлял святой Бено — покровитель лужицких сербов. Выучив лужицкий язык, Бено часто появлялся в Лужице, особенно в Гёде, где около 1076 года позволил основать церковь. В 1248 году был основан цистерцианский монастырь Мариенштерн, первоначально называвшийся «Утренняя звезда». Самыми старыми приходами в серболужицких землях считаются Баутцен и Каменц. В Баутцене в 1240 году была построена церковь святой Марии, в 1280 году — церковь святого Николая. В Кроствице первая церковь была построена около 1225 года, а первым известным приходским священником был некий Прибислав в 1248 году. В Радиборе первая церковь была построена в 1270 году, в Виттихенау — около 1230 года.

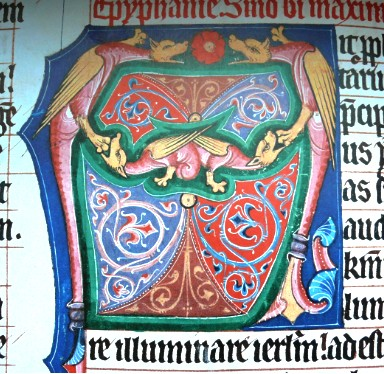
Орнамент из Мариенштерна

В XI—XII веках в сражениях и войнах в славянском крае погибло большое количество людей, многие селения были сожжены. Земли полабских славян были заселены относительно редко. Леса тянулись от Рудных гор до окрестностей современного Лейпцига, много лесов было и в Лужице. В земледелии до XIII века применялась двупольная система, на смену которой позднее пришло трёхполье. С ростом урожая увеличивалась численность населения. В XI—XII веках местные земли возделывали в основном лужицкие сербы. В окрестностях современного города Плауэн серболужицкими крестьянами в то время было основано около 80 деревень. Корчевание леса в Лужице приводило к увеличению земледельческих площадей. К этому времени относится возникновение почти всех деревень в лужицкой голи — на границе Верхней и Нижней Лужицы. Корчевание отражено в лужицких названиях деревень: Лаз (Лоза), Палов (Пола), Требин (Требендорф), Спале (Шпола) и другие.
В XIII веке вместо названий племенных объединений появились областные названия: Нижняя Лужица (племени лужичан) и Верхняя Лужица (племён мильчан и гломачей). В период с 1076 по 1084 и с 1158 по 1231 год территория Верхней Лужицы входила во владения Чехии. В 1317 году Лужицы были захвачены бранденбургским маркграфом Вальдемаром. Разгорелась длительная борьба за обладание Лужицей, в результате которой победил чешский король Ян Люксембург. В 1319 году к Чехии отошла Верхняя Лужица, а при Карле IV в 1373 году — Нижняя Лужица.

##### Немецкая колонизация

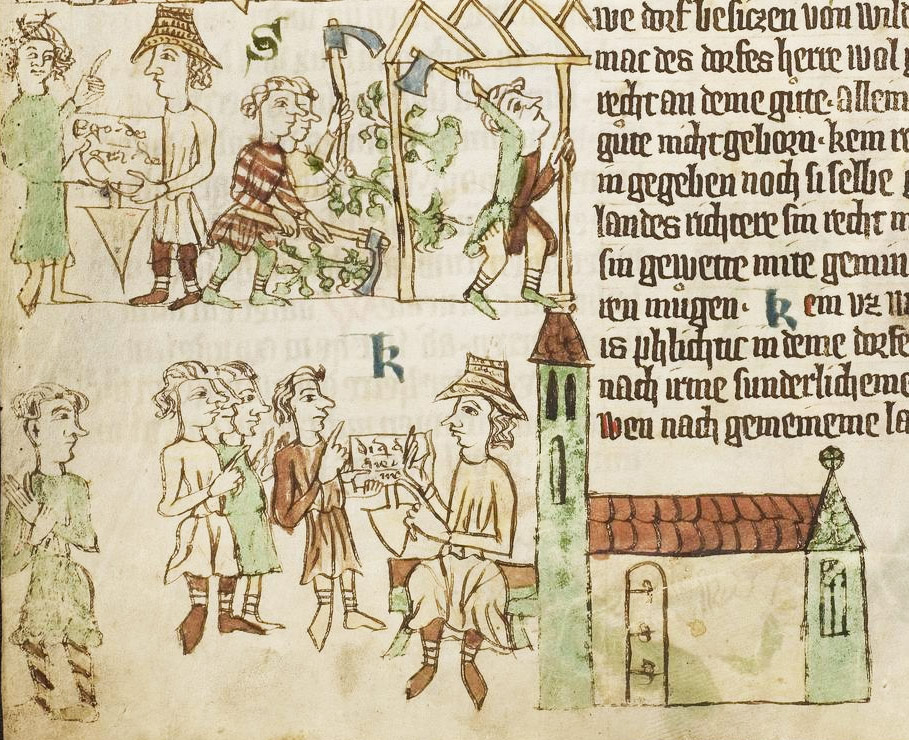
Основание деревни и суд с участием славянина (внизу слева)

Численность лужицких сербов с XI до конца XIII века выросла со 160 тысяч до 320 тысяч человек. Территория расселения лужицких сербов площадью 40 000 км² простиралась от реки Зале на западе до реки Бубр на востоке. Густонаселёнными серболужицкими районами были окрестности Лейпцига, Альтенбурга, Будишинский край и Лужицкая марка. Немецкие и фламандские крестьяне завлекались для колонизации земель к востоку от Зале и Эльбы во время призыва к крестовому походу против славян 1147 года. Колонисты стремились избежать феодального гнёта. Первым заселение серболужицких земель начал в 1104 году Випрехт фон Гройч — выходец из славянской знати, породнившийся с Пржемысловичами.
Во второй половине XII и в XIII веках колонизация достигла ещё бо́льших размеров. Особенно способствовали колонизации магдебургские архиепископы (прежде всего Вихман) и мейсенские маркграфы. Саксонские, тюрингские, фламандские и франконские крестьяне селились в первую очередь в Рудных горах, Фогтланде, в бассейне рек Зале и Мульде. Ими были основаны поселения к западу от Эльбы и в горной области Лужицы. Верхняя и Нижняя Лужицы были уже достаточно густонаселёнными районами, поэтому там немецкие колонисты могли поселиться лишь в небольшом количестве. По сравнению с новыми поселенцами, серболужицкие крестьяне были феодально-зависимыми и уплачивали больше податей. Численность колонистов составляла 150—200 тысяч человек. Они принесли с собой новые методы земледелия, а также более усовершенствованные орудия и инструменты. С колонизацией возникли новые деревни, города и монастыри. Немецкие колонисты получали землю в наследственное владение и пользовались свободой передвижения.
В результате усиленной германизации в районах к западу от Эльбы и Зале с XIII до XV века лужицкие сербы были ассимилированы немецким населением. Этому способствовали различия в правовом положении немцев и лужицких сербов, а также запрет на использование серболужицкого языка, установленный с XIV века. Лужицкие сербы были ограничены в правах уже в «Саксонском зерцале» XIII века: так например, серб не имел права судить немца.
Большинство названий населённых пунктов, расположенных между реками Одрой и Эльбой, имеют в своём составе славянские корни. Немецкое происхождение имеют названия населённых пунктов, возникших во время германской колонизации. Многие славянские названия были переделаны немецкими колонистами на свой лад: например, Brjazyna («село у берёз») стало называться Briesen (Бризен). Некоторые лужицкие названия были просто переведены на немецкий язык: например, Dube превратилось в Eichow. В тех городах и сёлах, где поселялись немецкие переселенцы, появлялись «вендские улицы», которые существовали в ряде городов и во второй половине XX века (Дрездене, Брауншвейге и других).

##### Города

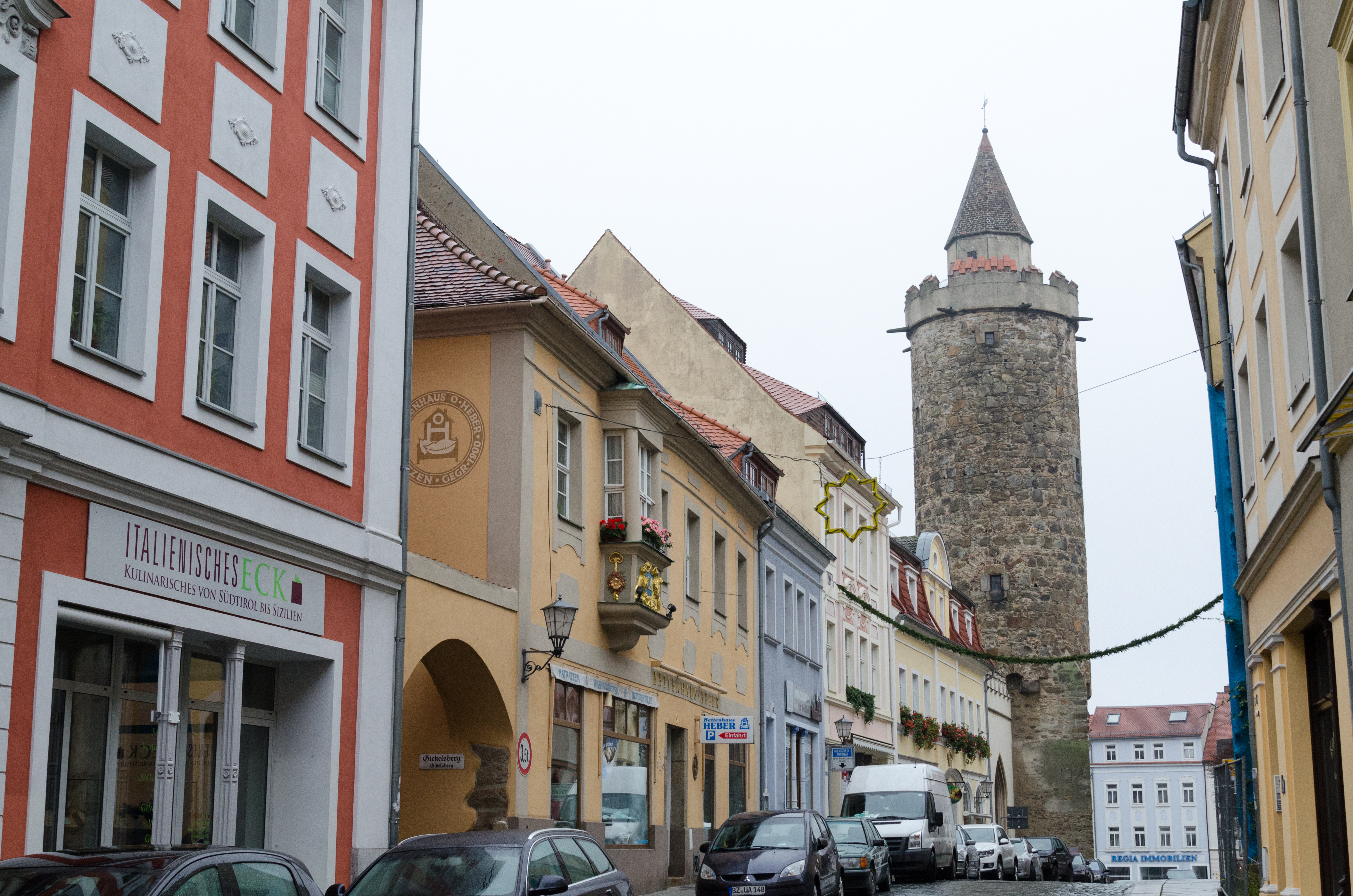
Сербская башня на Сербской улице в Баутцене

Серболужицкие деревни различались по своей планировке: они были кучевыми, уличными или с круговым расположением дворов. В плодородных районах Верхней Лужицы возводились срубные дома. Верхний этаж дома был фахверковым. Славянские селения с XII века пополнялись немецкими купцами и ремесленниками, которые наделялись особыми правами. В большинстве городов серболужицкие и немецкие купцы и ремесленники жили и работали сообща. Начиная с XIV века лужицкие сербы были ограничены в правах и свободах: для купцов был закрыт доступ в городские советы, а для ремесленников — доступ в цеха. С 1293 году в Бернбурге, а с 1327 года в Лейпциге, Цвиккау и Альтенбурге было запрещено употребление лужицкого языка в суде.
В XIII веке в городах к востоку от Эльбы получило развитие городское право, которое регулировало вопросы самоуправления, судебные, финансовые и оборонные функции города, а также свободу граждан. Люббен получил городское право около 1220 года, Лёбау — до 1221 года, Каменц — в 1225 году, Калау — в 1230 году, Циттау — около 1230 года, Губен — в 1235 году, Баутцен — в 1240 году и Шпремберг — в 1250 году. Эти лужицкие города существовали в своём качестве и ранее. Так, Баутцен как «Budusin civitatem» впервые упоминается в 1002 году. В XIV веке города получили широкое развитие. Одновременно росла численность населения. В Гёрлице около 1400 года проживало 8000 человек, в Баутцене — более 5000 человек. Большие города населяли в основном немцы. В Баутцене лужицкие сербы составляли около трети населения города. В малых городах: таких, как Бад-Мускау, Вайсенберг, Фечау, Виттихенау, Дребкау, Люббенау, Пайц, Пульсниц, Хойерсверда проживали почти одни сербы.

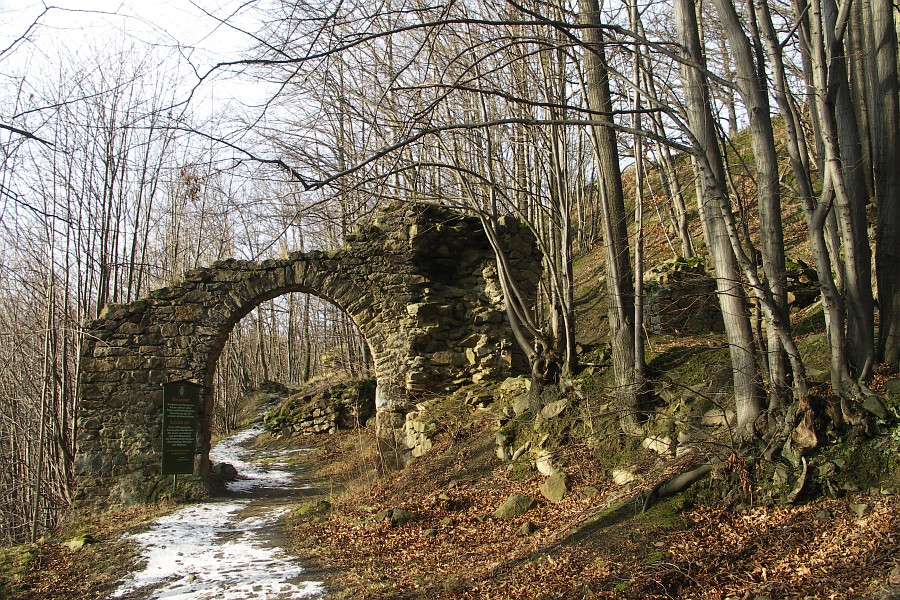
Руины разбойничьего замка у Киршау

Высший слой горожан составлял патрициат, в который входили зажиточные семьи купцов, занимавшие ключевые должности в городах (бургомистры, члены городского совета). Изредка членами городского совета бывали и лужицкие сербы, как например в Лёбау в 1336 году. В Каменце лужицкий серб по имени Никил Вент в 1362 году занимал должность бургомистра. В то время в Баутцене жил известный золотых дел мастер «Jacoff der Windische goltsmit», который был лужицким сербом. Ремесленники, объединявшиеся в цеха, составляли большинство населения городов. Поначалу лужицкие сербы тоже состояли в цехах в качестве гончаров, кожевников, мельников, мясников, пекарей, портных, сапожников, суконщиков, ткачей, торговцев мехами. О ремесленниках, проживавших когда-то в городах Лужицы, напоминают названия улиц: так, в Баутцене до сих пор сохранились Гончарная, Кожевническая, Мясницкая и Суконная улицы. Со временем доступ лужицких сербов в цеха был затруднён. Некоторые цеха требовали от желающих в них вступить доказательства немецкого происхождения в четвёртом поколении.
В 1346 году в Лёбау был основан Союз шести городов, в который вошли верхнелужицкие города Лёбау, Баутцен, Гёрлиц, Каменц, Циттау и Любань. Союз должен был защищать города от рыцарей-разбойников, часто нападавших на купцов, которые следовали в Чехию. Дурной репутацией пользовались замки у Киршау и на Ойбине. В 1350 году войско Союза в первый раз разрушило замок у Киршау. Однако замок был вскоре восстановлен, и возобновились нападения на купцов. В 1359 году войско Союза вновь выступило против замка у Киршау, и после кровавого сражения окончательно его разрушило.

#### XV век

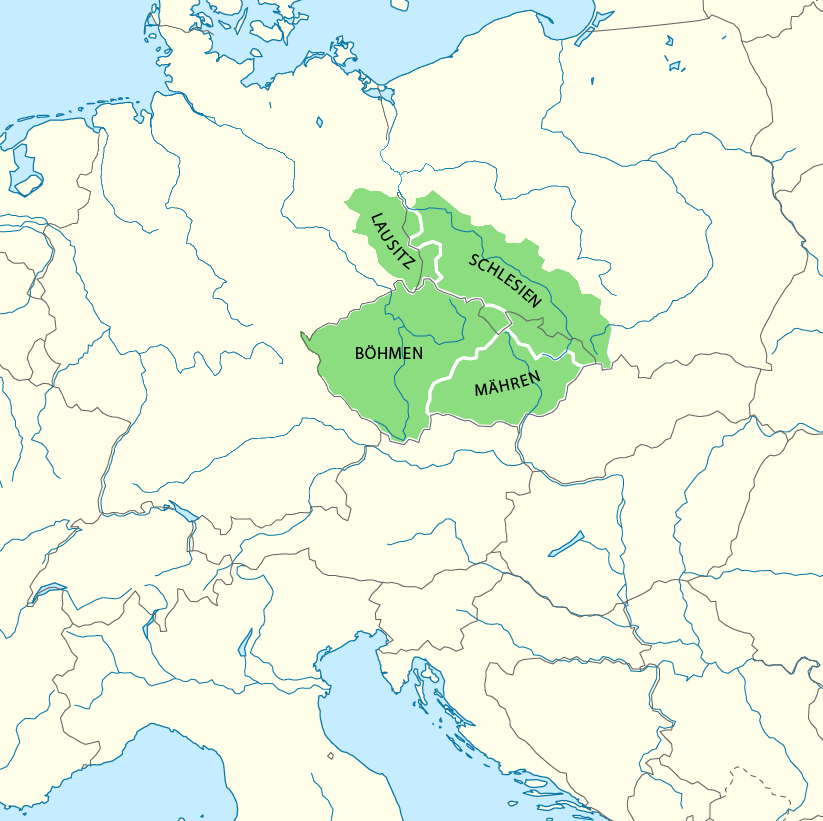
Владения чешской короны (1335—1635)

В то время население преследовали войны, пожары, голод и эпидемии. Крестьяне часто испытывали горькую нужду. Свои дома они строили из дерева и глины, крыши покрывали соломой. Домашняя утварь была скромной, посуда деревянной. Спали на соломе, накрывались одеялом из гусиного пера. Главной едой крестьян была пшённая каша и хлеб из ржаной или овсяной муки. Городская часть серболужицкого населения проживала в основном за городской чертой в предместьях. К середине XV века численность лужицких сербов предположительно составляла не менее 170 тысяч человек, 70 тысяч из которых проживали в пределах Лужицы. В 1424 году использование лужицкого языка на суде было запрещено в Майсене. Слово «Wende» воспринималось как оскорбление. Так, в 1488 году житель Ошаца должен был уплатить штраф за то, что назвал этим словом одного немца. В XV веке в районе Майсена под угрозой смертной казни было запрещено говорить по-лужицки. В Лужице этого периода языковые запреты не известны.
Ремесленники, объединявшиеся в цеха и составлявшие большинство населения города XIV века, не принимали участия в городском управлении. Они были не согласны с привилегированным положением купцов. Такое положение привело к волнениям в Гёрлице (1380), а позднее в Циттау и Лёбау. В 1391 году чешский король Вацлав IV постановил, чтобы в городской совет входило по шесть купцов и шесть ремесленников, и чтобы купцы и ремесленники поочерёдно занимали должность бургомистра. После принятия городским советом Баутцена решения о повышении налогов ремесленники 20 мая 1405 года подняли вооружённое восстание во главе с суконным мастером Петром Прузлицей. Восставшие избрали новый городской совет, в который вошли немецкие и серболужицкие ремесленники. В XV веке в Лужице появились братства. Так например, в 1410 году в Лёбау было основано братство святой Марии.

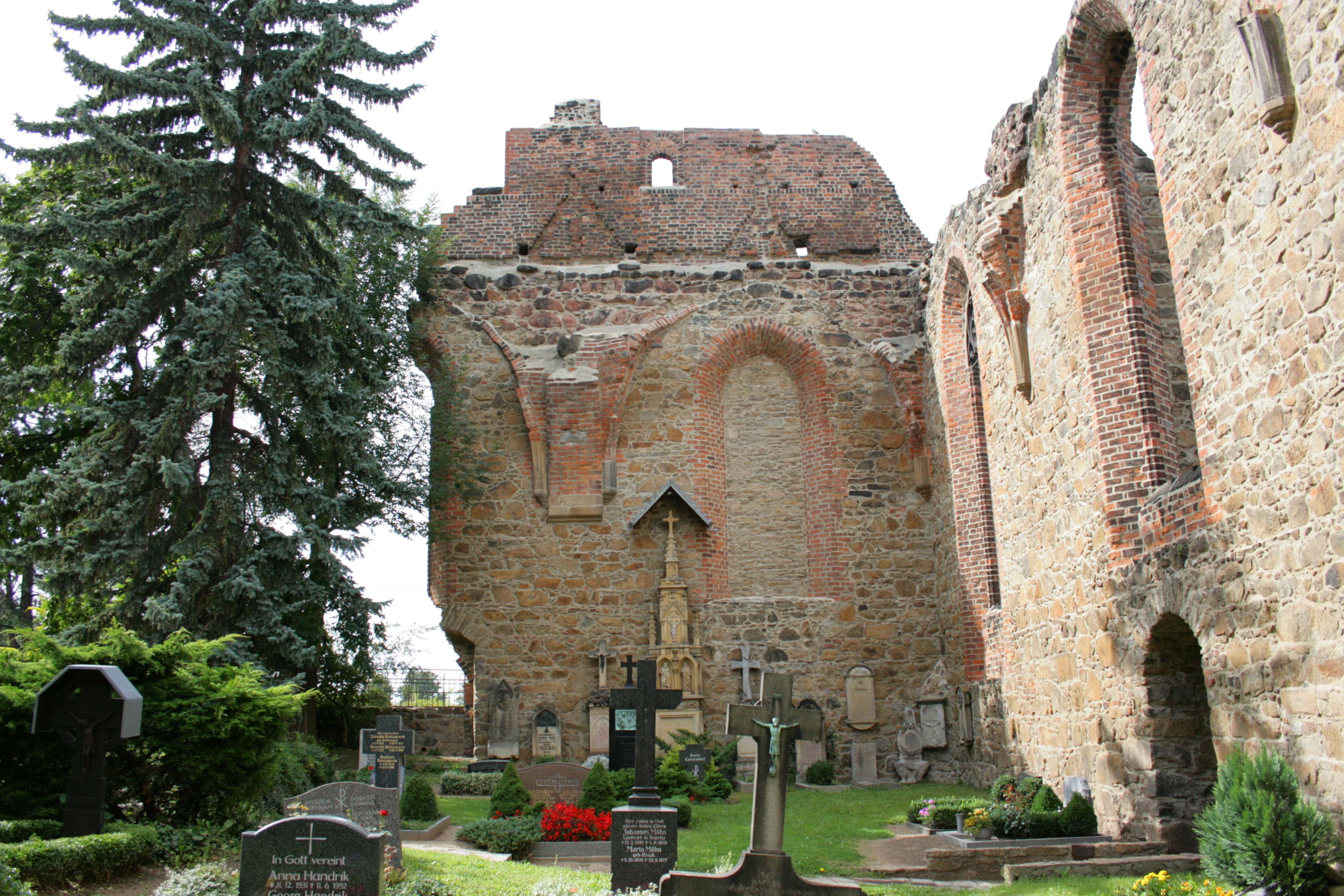
Руины церкви XV века и кладбище св. Николая в Баутцене, на котором захоронены многие знаменитые лужичане

В 1424 году гуситы осадили лужицкий город Циттау и разрушили монастырь на Ойбине. В следующем году 1800 гуситов напали на Лёбау, погибло много жителей. В 1427 году гуситское войско, направлявшееся в Силезию, подожгло лужицкий монастырь Мариенталь. В 1429 году они подожгли и разграбили монастырь Мариенштерн. После чего они разрушили приходскую церковь в Ральбице, полностью сожгли деревню Коттен, разграбили и частично сожгли Виттихенау, по преданию убили 1200 жителей Каменца. В октябре 1429 года гуситы осадили Баутцен. Городской писарь Петер Прайшвиц попытался сообщить осаждавшим о слабых местах в обороне Баутцена, но был пойман с поличным и казнён за измену. В 1430 и 1431 годах гуситы снова вторгались в Лужицу. Во время похода в Нижнюю Лужицу они напали на города Дребкау, Губен, Калау и Луккау. В 1434 году в битве у Липан гуситы были разбиты.
В 1469—1490 годах Верхняя Лужица находилась под властью венгерского короля Матьяша Корвина, в канцелярии которого и были сформулированы понятия «Верхняя Лужица» и «Нижняя Лужица» для того, чтобы отграничить захваченную венграми часть Лужицы от остальной — Нижней Лужицы.
Наибольшая плотность лужичан сохранялась в Нижней Лужице. Обе Лужицы входили во владения Чешского королевства до 1635 года. Нахождение Лужицы в составе Чешского королевства, возглавляемого немецкими монархами, не могло содействовать осознанию лужицкими сербами своей национальной идентичности. Так, например, император Карл IV способствовал германизации самой Чехии. В конце XV — начале XVI века Саксония превратилась в центр горнорудного дела, что привело к изгнанию лужичан с земель, богатых полезными ископаемыми. На территорию между Чехией и Лужицей устремились немецкие горняки. Лужицкие сербы превратились в славянский остров, окружённый со всех сторон немцами.

## Новое время

### XVI век

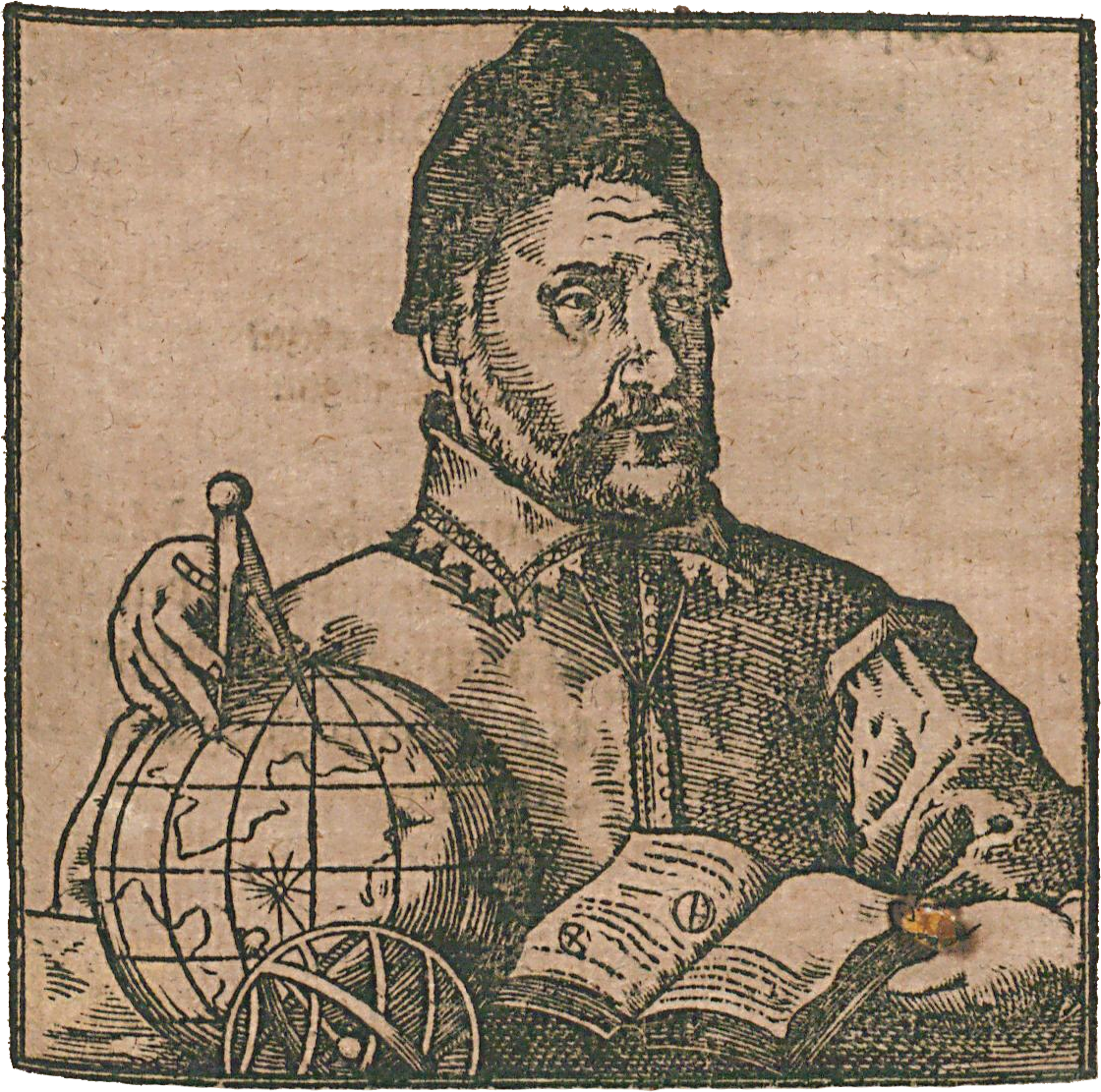
Альбин Моллер

В начале XVI века серболужицкая территория составляла около 16 тыс. км², на 160 тысяч славян, проживавших здесь, приходилось 35 тысяч немцев; имелось 1850 славянских деревень (частично населённых немецкими колонистами) и 22 чисто немецких деревни.
Во время распространения Реформации в немецких землях большинство лужицких сербов приняли лютеранскую евангелическую веру. Католицизм сохранился только на землях, принадлежавших соборной церкви святого Петра в Баутцене и монастырям в Верхней Лужице. Мартин Лютер в 1511 году окончательно обосновался недалеко от Лужицы, в Виттенберге — городе, который, по свидетельству самого Лютера, был «славянской землёй». В Лужице учение Лютера усердно распространяли серболужицкие священники И. Брисман из Котбуса и Павол Босак из Гроспоствица. Гроспоствиц и был первым серболужицким приходом, принявшим новую веру. В Каменце проповедовать новое учение начали в 1527 году. В Радиборе, где население противилось введению лютеранской веры графами Минквиц и Хаугвиц, религиозные распри продолжались в течение ста лет (1575—1675).
В альбертинской части Саксонии Георг Бородатый (правл. 1500—1539) придерживался католицизма. Представители же эрнестинской линии Веттинов — Фридрих Мудрый и Иоганн Твёрдый поддержали Реформацию. После смерти Георга Бородатого власть наследовал его брат Генрих, при котором лютеранство получило распространение. В 1560 году последний мейсенский епископ Иоганн IX передал баутценскому декану Иоганну Лайзентриту епископскую печать. После этого Иоганн IX перешёл в лютеранскую веру, а император и папский нунций в 1562 году назначили Лайзентрита администратором Лужицы. От серболужицкого варианта имени Иоганн, которое носили последние мейсенские епископы и первый баутценский декан, католиков вплоть до XX века называли «подъянские», то есть находившимися «под Яном». Через лютеранство усиливались связи с Германией, католики Лужицы тянулись к Чехии и Польше. Протестантские священники стали поступать в немецкие университеты Виттенбергский (с 1538 года), Франкфуртский (с 1539 года), в Галле и Лейпциге. Католических священников готовили в Праге (с 1627 года), Вроцлаве и Кракове.
…Лужицей край тот зовут,
 Что вдоль Ниссы на север простёрся,
 Тоже уж с давних времён он как граница служил.
 Германцы с одной стороны, а по другую — венеды,
 Так он границей империи против Сарматии был…
В 1550 году было официально разрешено богослужение на лужицком языке. В это время возникла лужицкая письменность на двух алфавитах: лютеране пользовались немецким алфавитом, а католики — латинским. Исповедующие в основной своей массе лужицкие сербы оказались иноверцами по отношению к Польше и Чехии, остававшимися преимущественно католическими странами. Обратившись за советом по поводу перевода Библии на лужицкий язык, лужицкие лютеране получили от Лютера следующий ответ: «Зачем вы будете начинать напрасный труд? Что вам не хватает немецких книг? Ведь через сто лет о лужицком языке не будет и помину». В 1514 году Ян Рак основал в Котбусе гимназию, которая впоследствии называлась «Universitas Serborum». В 1548 году Миклавш Якубица, служивший священником около города Жары (ныне в Польше), перевёл на лужицкий язык Новый Завет. Якубица не нашёл желающих его напечатать, и перевод остался в рукописи. В 1574 году видный деятель лужицкой Реформации Альбин Моллер издал первую серболужицкую печатную книгу. В 1597 году священник из Гёды Вьяцлав Варихий позволил напечатать в Баутцене верхнелужицкий перевод катехизиса Лютера. Во второй половине XVI века згожелецкий историк Христофор Манлий (ум. 1575) написал труд «Commentariorum rerum Lusaticarum» по истории Верхней и Нижней Лужице. В 1575 году в Гёде была основана серболужицкая латинская школа.
В июне 1525 года чешский король направил городам Верхней Лужицы грамоту о необходимости предотвратить вспышку восстаний в деревнях. Тем не менее, под влиянием учения Томаса Мюнцера в деревнях прошли крестьянские волнения. В Райхвальде крестьяне помещика прогнали, а в Либерозе — убили. В 1525 году в округе Хойерсверды произошли самые большие волнения, в которых участвовали крестьяне из более чем 40 деревень. Они отправились в Прагу, где передали свои жалобы и просьбы королю. Однако после возвращения в Лужицу их предводитель Грегор Тварнушки был заключён в тюрьму. После жестоких пыток Тварнушки выдал имена двенадцати предводителей крестьян, и вскоре умер. Эти предводители были заключены в тюрьму Баутцена. В 1548 году в окрестностях Луккау в Нижней Лужице произошло крестьянское восстание, закончившееся казнью его предводителей, среди которых был Ян Борик.

### XVII—XVIII века

#### Тридцатилетняя война

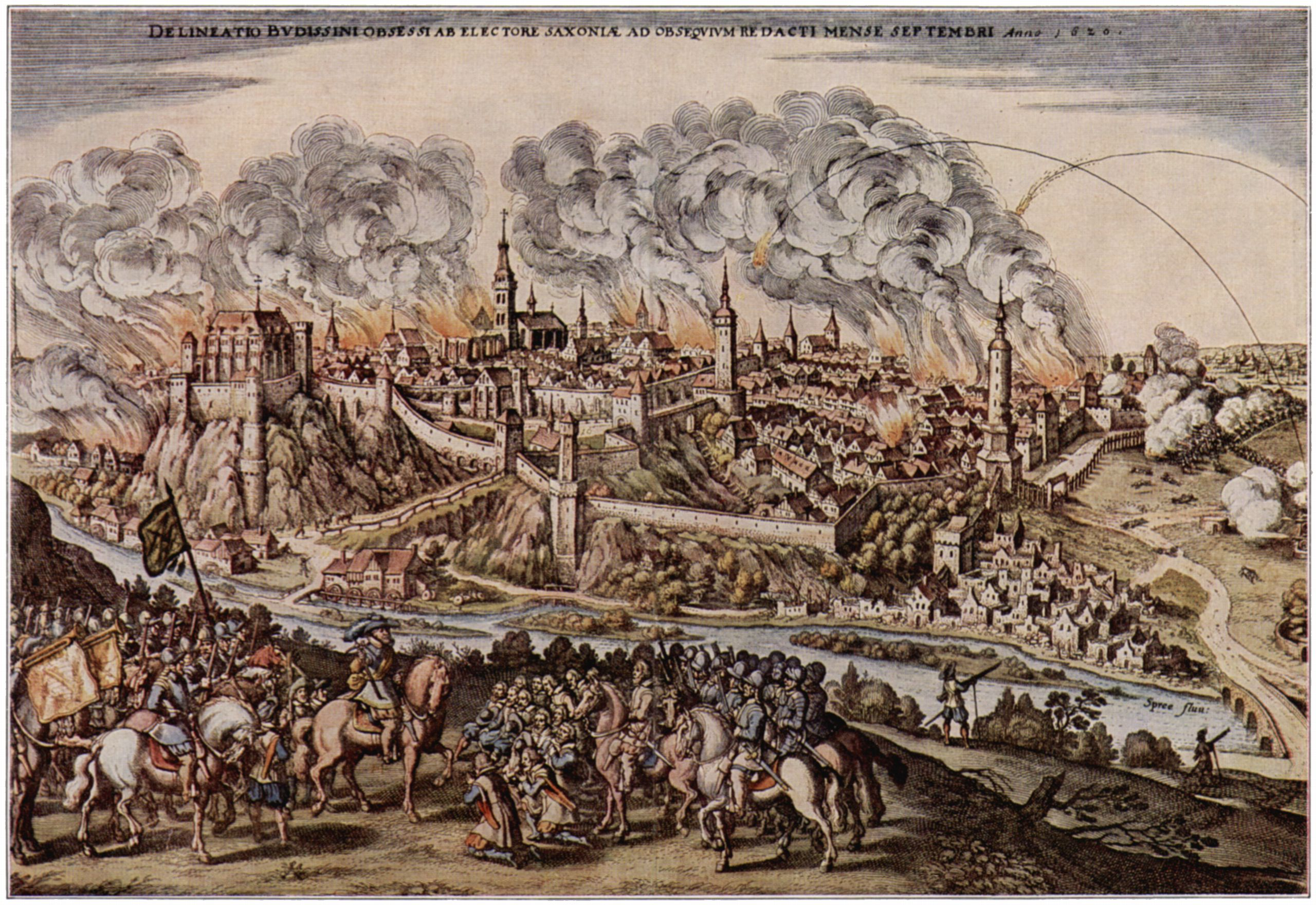
Осада Баутцена (1620)

Во время Тридцатилетней войны (1618—1648) в Лужице неоднократно происходили столкновения воюющих армий. Население страдало от контрибуций, грабежей, пожаров и эпидемий (прежде всего от чумы). Саксонские, шведские, имперские войска грабили каждую деревню, через которую проходили. Солдаты пытали, а часто и убивали тех, кто не успел сбежать или спрятаться в лесу. В Гнашвице из тринадцати сожжённых усадьб крестьян в живых осталась лишь одна пожилая женщина. Деревню Гермаройц под Котбусом грабили шесть тысяч наёмников. Убежищем для деревенских жителей были глубокие леса и неприступные болота. Около шестидесяти мужчин и более ста женщин с детьми и скотом 14 дней скрывались в местечке Балц, где скотине затыкали пасти, чтобы она не ревела от голода. В Кроствице шведы разграбили церковь, а священнику отрезали уши. Жителям деревни удалось прогнать шведов и освободить священника. Отправившись дальше, шведы подожгли монастырь Мариенштерн, разграбили церковь в Розентале и вывезли все драгоценности.
Среди городов в Тридцатилетнюю войну особенно пострадали Баутцен и Котбус. Баутцен неоднократно осаждался. В 1620 году к городу подходило войско саксонцев, которые его подожгли и убили много жителей. Во время сражения между саксонским и чешским войсками Баутцен почти полностью сгорел: из 1500 домов неповреждёнными осталось лишь 182, погибло 500 человек. В 1638 году Баутцен захватывали шведы, которые наложили на него контрибуцию и разграбили все близлежащие деревни. Осенью 1639 года Баутцен был занят шведским войском под командованием Якуба Ванки. А спустя девять дней к городу подошло шведское войско во главе с Детлефом фон Ведельбушем, а немного позднее подоспело шведское войско во главе с генералом Хансоном. В надежде изгнать саксонцев из города шведы устроили новый пожар, в котором была разрушена церковь святого Николая (сохранилась в виде руин). Солдаты принесли в Лужицу болезни, вызвавшие эпидемии. Так, в 1631—1632 годах в Баутцене разразилась чума, от которой умерло несколько тысяч человек. Самый крупный пожар, унёсший около 700 человеческих жизней, произошёл в 1634 году. Обширные земли были опустошены и обезлюдели.
По Пражскому миру 1635 года Верхняя и бо́льшая часть Нижней Лужицы, входившие в состав Чехии, были присоединены к Саксонии. Бранденбургу отошли земли «вендского» уезда Курмарки и округа Котбус. К 1635 году многие города и деревни обезлюдели (в том числе в результате чумы), и навсегда прекратили своё существование. Одна из таких деревень — Варкаст под Мильквицем была выбрана серболужицким писателем Юрием Вингером (ум. 1918) в качестве образца для написания рассказа «Гронов». Население серболужицких территорий сократилось более чем наполовину (за годы Тридцатилетней войны погибло более 50 % лужицких сербов), в отдельных районах — на две трети. На периферии Лужицы увеличилась численность немецких переселенцев, что повлекло дальнейшее сокращение серболужицкой языковой территории.

#### Социально-экономическое положение

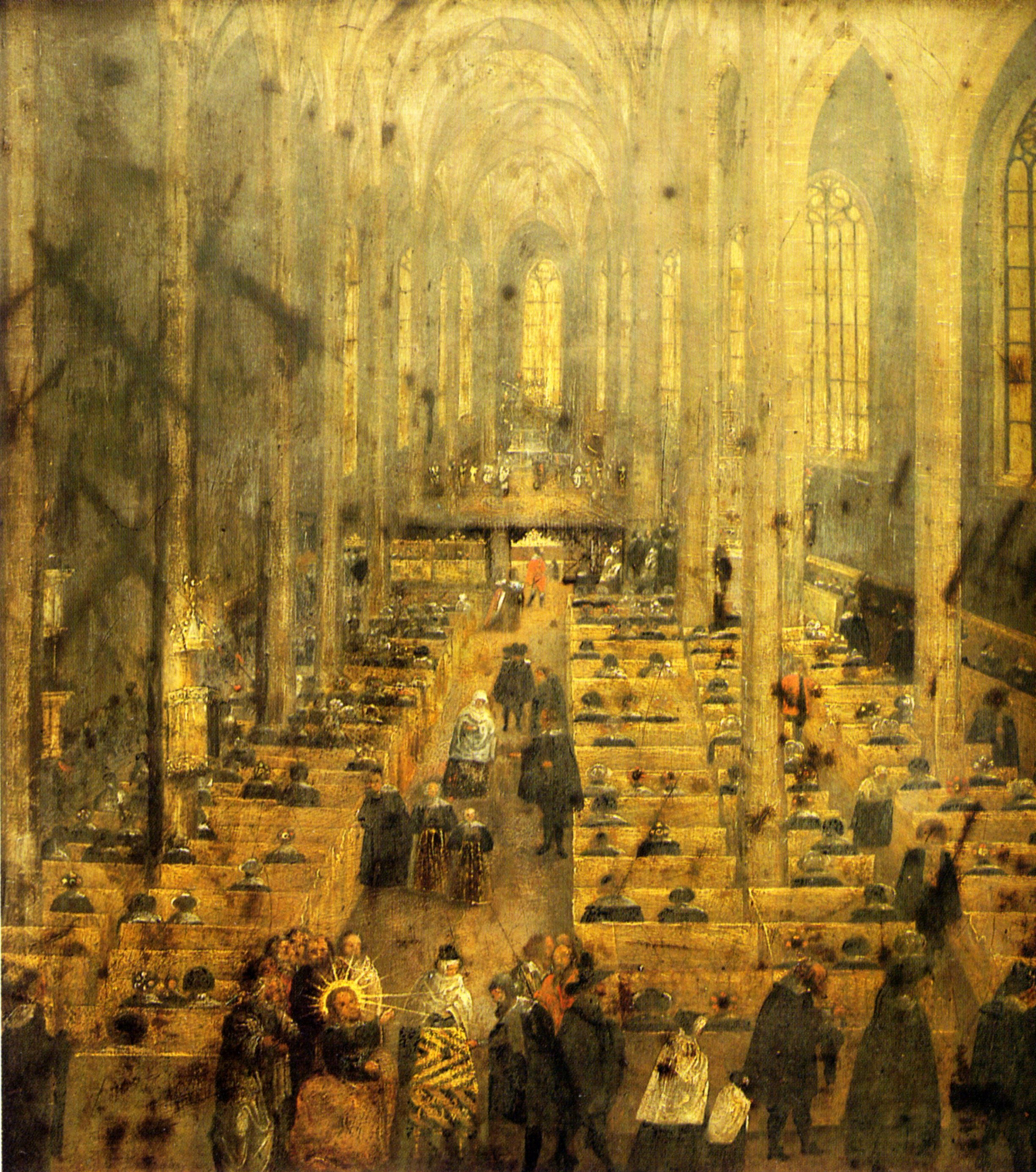
Собор святого Петра в Баутцене (1644)

После окончания Тридцатилетней войны и заключения Вестфальского мира поля оставались невозделанными и население бедствовало от голода. Теперь крестьяне отрабатывали барщину собственными инструментами от восхода до заката, шесть дней в неделю. Помещики завладевали оставленными хозяйствами, меняли их на фольварки, сгоняли крепостных с их усадеб и присваивали усадьбы себе. Прежние порядки отработки барщины оставались только в крупных владениях, в том числе в Баутценском деканате, в монастырях Мариенштерн и Мариенталь. Кроме обработки помещичьей земли, крепостные крестьяне несли и другие повинности, включая ремонт дорог, стрижку овец, прядение льна и шерсти, участие на охоте, ночную стражу, уплату свадебного налога и налога на крещение. Помещик из Зонневальде взимал с крестьян собачий налог. Помещик имел право применять к крестьянам телесные наказания. Крестьян били, заключали в колодки, отнимали у них последнее зёрнышко.
Феодальный гнёт серболужицкого и немецкого населения в Лужице сопровождался отказом крестьян от выполнения повинностей, их бегством, вооружёнными крестьянскими восстаниями. Лужицкие крестьяне бежали в Чехию, Саксонское курфюршество и Бранденбург. Новые хозяева не были заинтересованы в выдаче крестьян прежним владельцам. С 1631 до 1720 года из Лужицы бежало предположительно от шести до восьми тысяч крестьян. Вследствие этого лужицкий язык в ряде деревень полностью исчез. Адвокат Ян Михал Будар (1713—1789) из Верхней Лужицы помогал бедным, и оставил в наследство лужицким сербам своё состояние: этот фонд размером около 56 000 талеров просуществовал до первой четверти XX века, пока не был съеден инфляцией, которая разразилась в Германии в 1923 году.

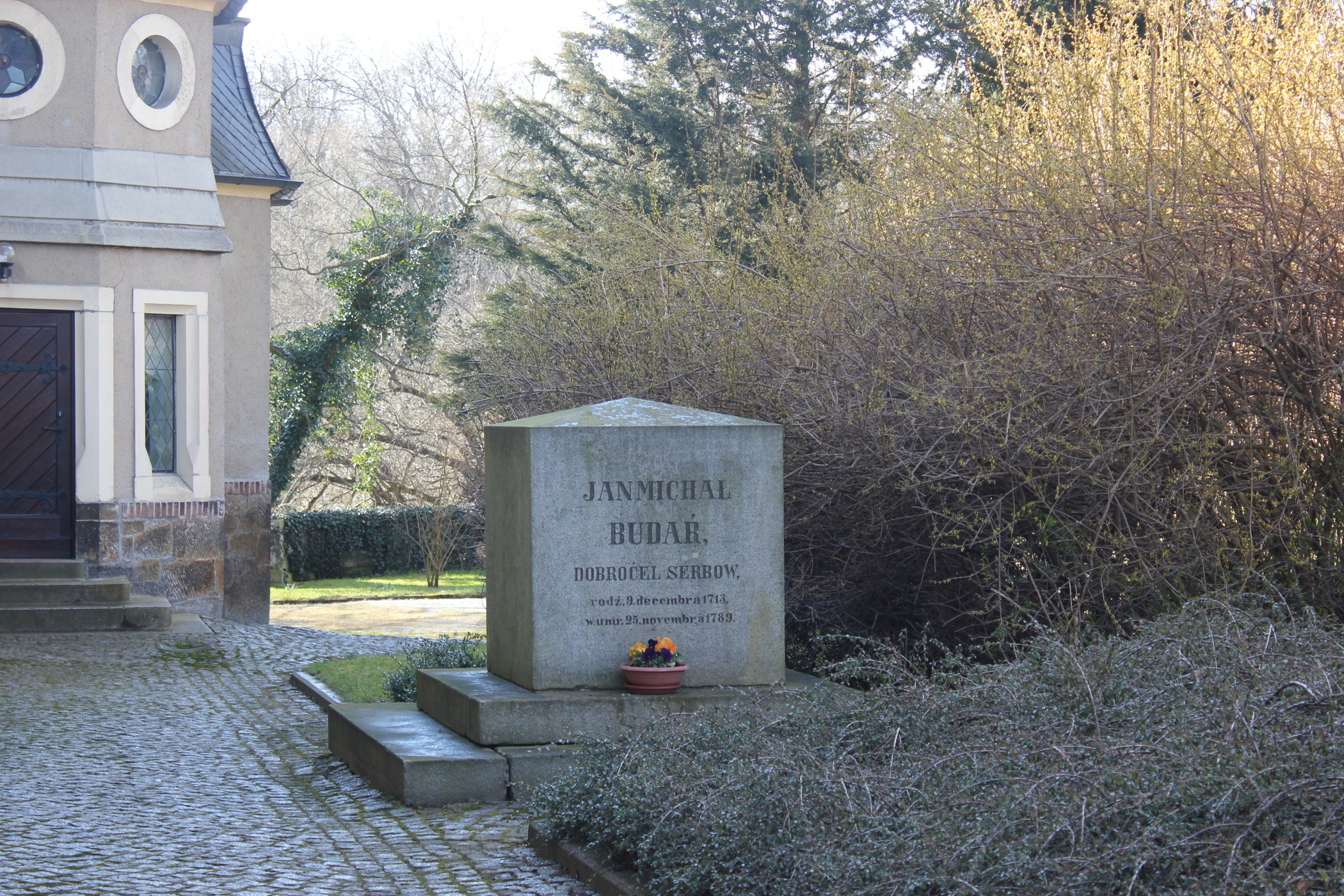
Памятник благодетелю лужицких сербов Будару в Гроспоствице

В 1712 году в районе Хойерсверды произошло восстание крестьян. Споры с крестьянами не утихали до 1720 года, пока курфюрст Саксонии не направил войско против «мятежных» крестьян. Приблизительно в то же время произошли восстания серболужицких крестьян в 55 деревнях в районе Котбуса. Крестьяне требовали отмены всех повинностей, в противном случае угрожали прогнать всех землевладельцев. В 1715 году состоялся съезд землевладельцев в Котбусе, на котором обсуждалось сопротивление крестьян. Около четырёх тысяч крестьян собрались у нижнелужицкой деревни Раддуш, откуда они хотели отправиться к королю в Берлин. Эти крестьяне были разогнаны королевским войском, а их вожди — Ханс Леман и Мето Далиц из Вербена были увезены в Кюстрин и приговорены к пожизненному заключению.
В 1790 году в Саксонии произошли крестьянские волнения, отчасти вызванные засухой и плохим урожаем. В этих условиях в районах деревень Гёбельн, Кауппа и Шпревизе вода реки Малой Шпрее была отведена на помещичьи поля. Остановка водяных мельниц привела к нехватке муки и хлеба. Это вызвало восстание численностью около 600 человек. В 1794 году саксонский курфюрст перенёс празднование дня святой Марии (25 марта) на другой день, чтобы крестьяне в этот день трудились на барщине. Крестьяне евангелических приходов в Грёдице, Кёнигсварте, Кликсе, Лозе и Мальшвице с этим не согласились, и пошли в этот день в церковь. Помещик в Лозе Генрих фон Мушвиц в ответ на это под угрозой наказания потребовал от крестьян попросить у него прощения. 29 июля рассердившиеся крестьяне двинулись с палками на помещичий двор, где взяли с помещика обещание не требовать больше с них просьб о прощении и никого не наказывать. 11 августа плотник Цушка из Вайсколльма вместе с 24 другими предводителями восстания в Лозе были схвачен и приговорён к наказаниям и тюремному заключению.

#### Серболужицкая культура
Новый Завет
Михал Френцель (ум. 1706) перевёл Новый Завет на верхнелужицкий язык и разработал серболужицкое правописание. В 1697 году Михал Френцель передал свои книги вместе с письмом царю Петру I, который путешествовал в Голландию через Саксонию. Сын Михала Френцеля, Абрахам Френцель (ум. 1740) был историком, краеведом и сорабистом. Поляк Богумил Фабрициус (ум. 1741) служил священником в Нижней Лужице, и, выучив лужицкий язык, занимался переводами религиозных книг на котбусское наречие. Фабрициус основал в местечке Карен (ныне городской район Котбуса) серболужицкую типографию, где в 1706 году выпустил «Малый Катехизис», а в 1709 году — Новый Завет. В XVIII веке местность около Котбуса превратилась в центр нижнелужицкого литературного языка. Во время гонений на лужицкий язык при прусском короле Фридрихе Вильгельме I, Фабрициус способствовал сохранению серболужицких школ в районе Котбуса. Якуб Тицин (ум. 1693), учившийся в Силезии и Праге, в 1679 году издал грамматику лужицкого языка «Основы лужицкого языка, который называют также вандальским». В 1706 году в Праге была создана Лужицкая семинария, предназначенная для учащейся серболужицкой молодёжи. В 1716 году серболужицкими студентами Лейпцигского университета было основано «Серболужицкое проповедническое общество».

Б. Фабрициус

В 1779 году в Гёрлице было основано «Верхнелужицкое общество наук», членами которого были как немецкие, так и серболужицкие учёные. В 1782 году Ян Горчанский выпустил книгу «Размышления верхнелужицкого серба о судьбе своего народа…». Художник Генрих Теодор Вела (ум. 1805) известен своими пейзажами, среди которых были и Кавказские горы. Как многосторонний сорабист проявил себя евангелический священник Гадам Богухвал Шерах (ум. 1773). Развитием церковной жизни в Лужице занимался епископ Якуб Воский (ум. 1771). Священник в Радиборе Ян Михал Валда (ум. 1794) сочинял религиозные песнопения. Поэт Юрий Мень (ум. 1785) в стихотворении «Лужицкого языка возможности и восхваление в поэтической песне» отразил богатство и красоту лужицкого языка. Всего в XVIII веке на лужицком языке было издано около 200 книг.
В XVIII веке серболужицкие просветители стали осознавать свою принадлежность не только к славянскому, но и к германскому миру. Немецкие учёные тоже проявляли интерес к культуре и языку лужицких сербов. Выходец из «Серболужицкого проповеднического общества» Георг Кёрнер в 1766 году выпустил труд «Филолого-критическое рассуждение о вендском языке и его пользе для наук». Священник из Верхней Лужицы Христиан Кнаут в 1767 году опубликовал работу «Обстоятельная церковная история так называемых верхнелужицких сербо-вендов», которая явилась энциклопедией сорабистики. Иоганн Готтлиб Гауптманн (ум. 1768) был автором «Нижнелужицкой вендской грамматики».

#### Угнетение лужицких сербов в Пруссии

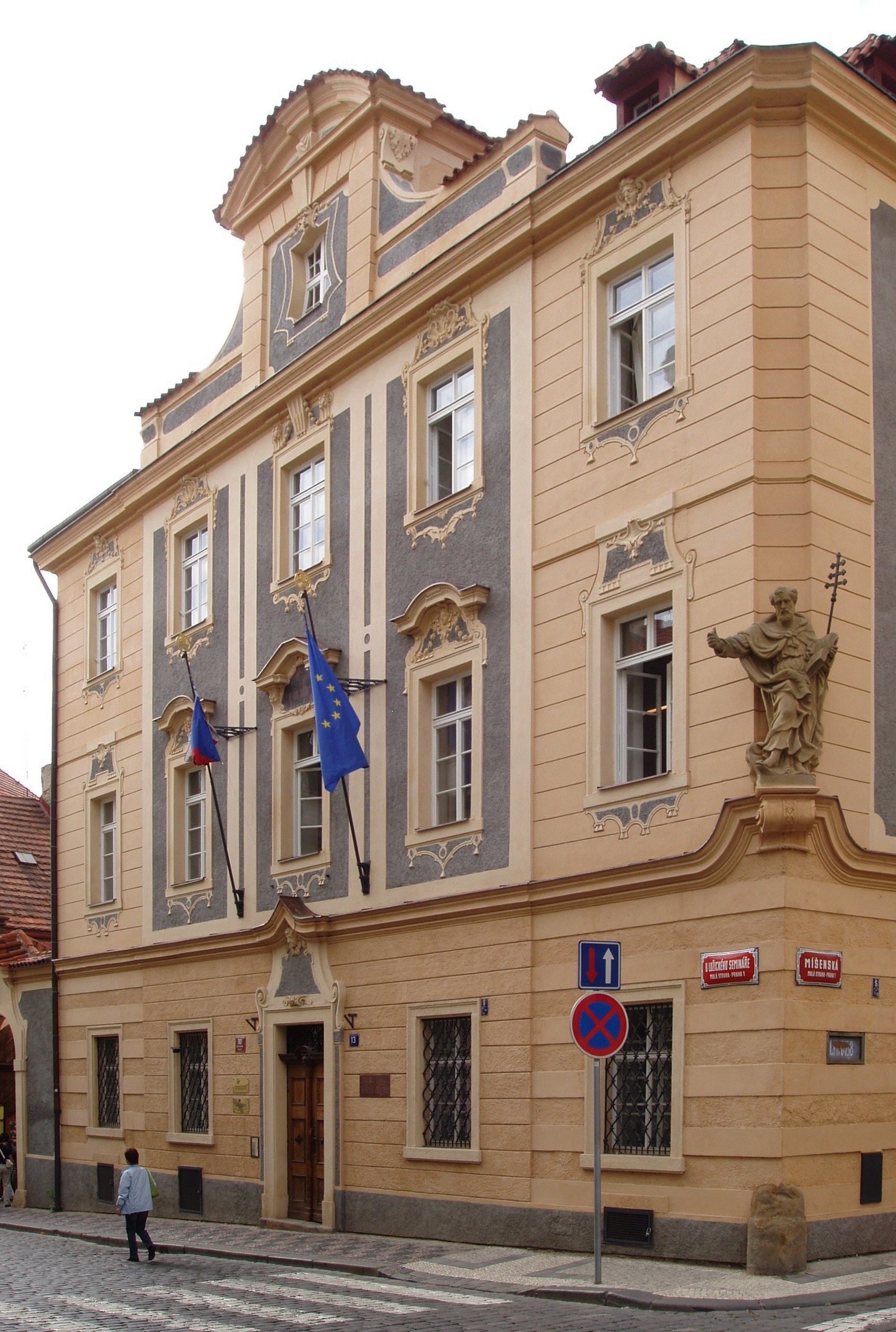
Серболужицкая семинария в Праге (1728—1922)

В Верхней Лужице в XVII—XVIII веках саксонские власти, опасаясь рекатолизации, проводили умеренную политику, не чиня препятствий в развитии лужицкого языка. В Пруссии при короле Фридрихе I началась волна немецкой колонизации Лужицы. Так, в «вендском» уезде (в районе Котбуса) появилась 51 новая деревня. Германизация лужицких сербов вводилась множеством указов и предписаний, важнейшими из которых были следующие:
- 1667 год: Фридрих Вильгельм I запретил серболужицкие книги и распорядился устранить серболужицких проповедников из Курмарки[англ.].
- 1668 год: консистория нижнелужицкого маркграфства разработала план ликвидации лужицкого языка в маркграфстве.
- 1705 и 1762 годы: в церквях и школах мужаковских деревень введён запрет серболужицких книг.
- 1717 год: приказ Фридриха Вильгельма I об устранении лужицкого языка из образования.
- 1735 год: приказ Фридриха Вильгельма I священникам и учителям о применении всех усилий для германизации лужицких сербов[116].

По сравнению с началом XVI века территория сплошного расселения лужицких сербов к концу XVIII века уменьшился более чем вдвое. В Верхней Лужице насчитывалось около 500 лужицких деревень, в Нижней — около 300; ещё около 200 серболужицких деревень сохранялись за пределами Лужицы. Таким образом за 150 лет естественной ассимиляции и целенаправленной германизации в Верхней Лужице исчезло 90, а в Нижней Лужице — до 300 серболужицких деревень.

#### Семилетняя война
В Семилетней войне (1756—1763) лужицкие сербы Саксонии должны были воевать против лужицких сербов Пруссии. Через Лужицу многократно проходили наёмники войск, требуя от городов и деревень уплату высоких податей. Целые деревни были сожжены. 14 октября 1758 года под деревней Хохкирх произошло одно из самых кровопролитных сражений Семилетней войны между прусским и австрийским войсками.

### XIX век

#### Первая половина XIX века

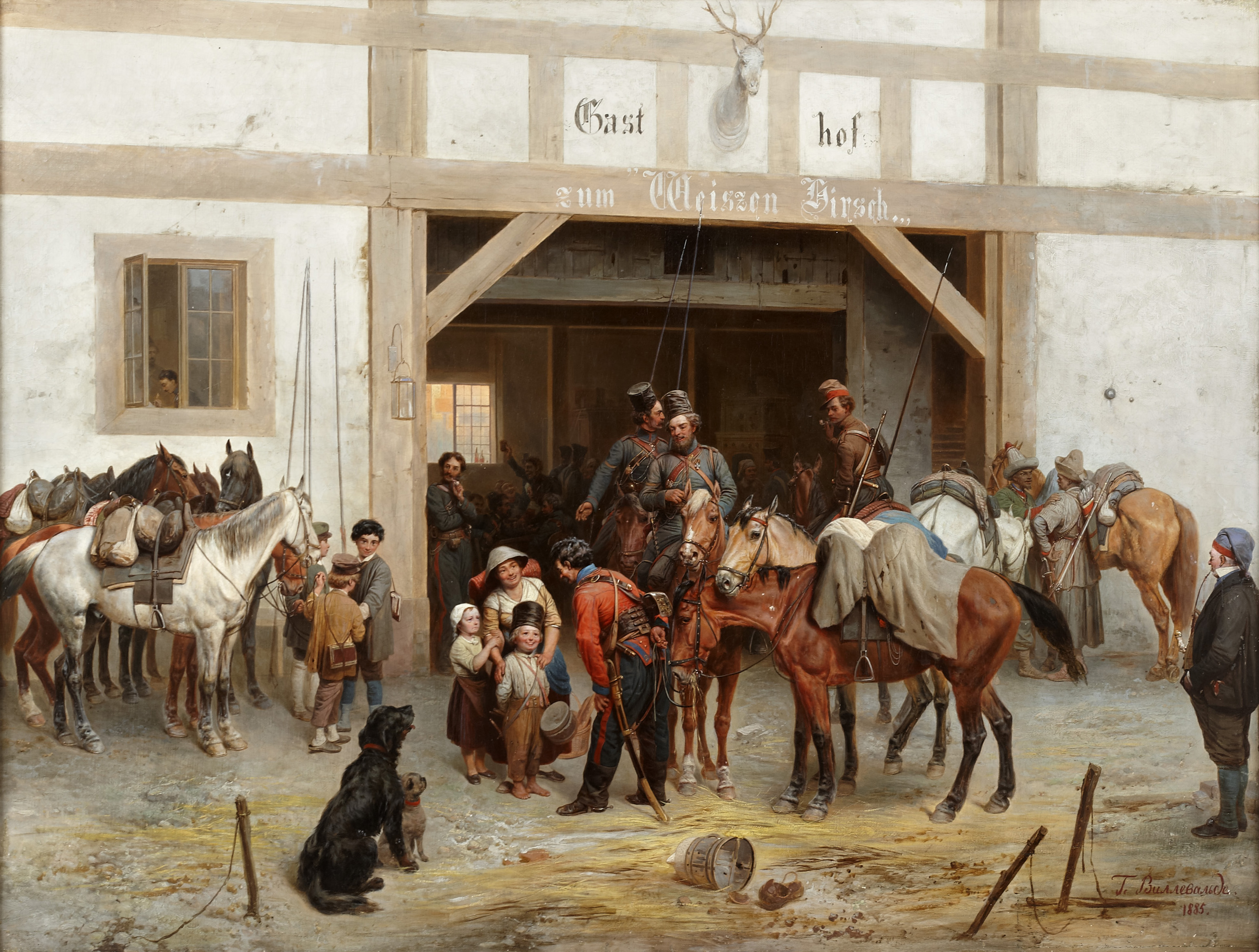
«Казаки в Баутцене» в 1813 году. Худ. Б. П. Виллевальде (1885)

Немецкие власти видели причину необразованности лужицких сербов в их «убогом языке», который следовало искоренить. Ян Шиндляр в Нижней Лужице в 1813 году издал «Малый немецко-вендско-русско-польский словарь». Д. Б. Глован опубликовал назидательные сочинения, проповеди и церковные песнопения; выступал за использование в школьном обучении, наряду с немецким, лужицкого языка. Ян Дейка был издателем верхнелужицкой газеты «Сербский рассказчик и курьер», выходившей с 1809 по 1812 год и выступавшей против германизации.
В 1813 году состоялось сражение при Баутцене между французами и саксонцами, с одной стороны, и пруссаками и русскими, с другой. Лужицкие сербы участвовали в битве под Лейпцигом 1813 года. Венский конгресс 1815 года заново разделил Лужицу: значительная часть Саксонского королевства вместе со всей Нижней Лужицей и северной и восточной частями верхнелужицкого маркграфства вошли в состав Пруссии. 200 тысяч лужицких сербов оказались во владениях Пруссии, 50 тысяч остались в Саксонии. Нижняя Лужица с Котбусским районом вошли в состав административного округа Франкфурт (провинция Бранденбург), а северная часть Верхней Лужицы — в состав административного округа Лигниц (провинция Силезия). На территории саксонской части Верхней Лужицы было образовано особое маркграфство.

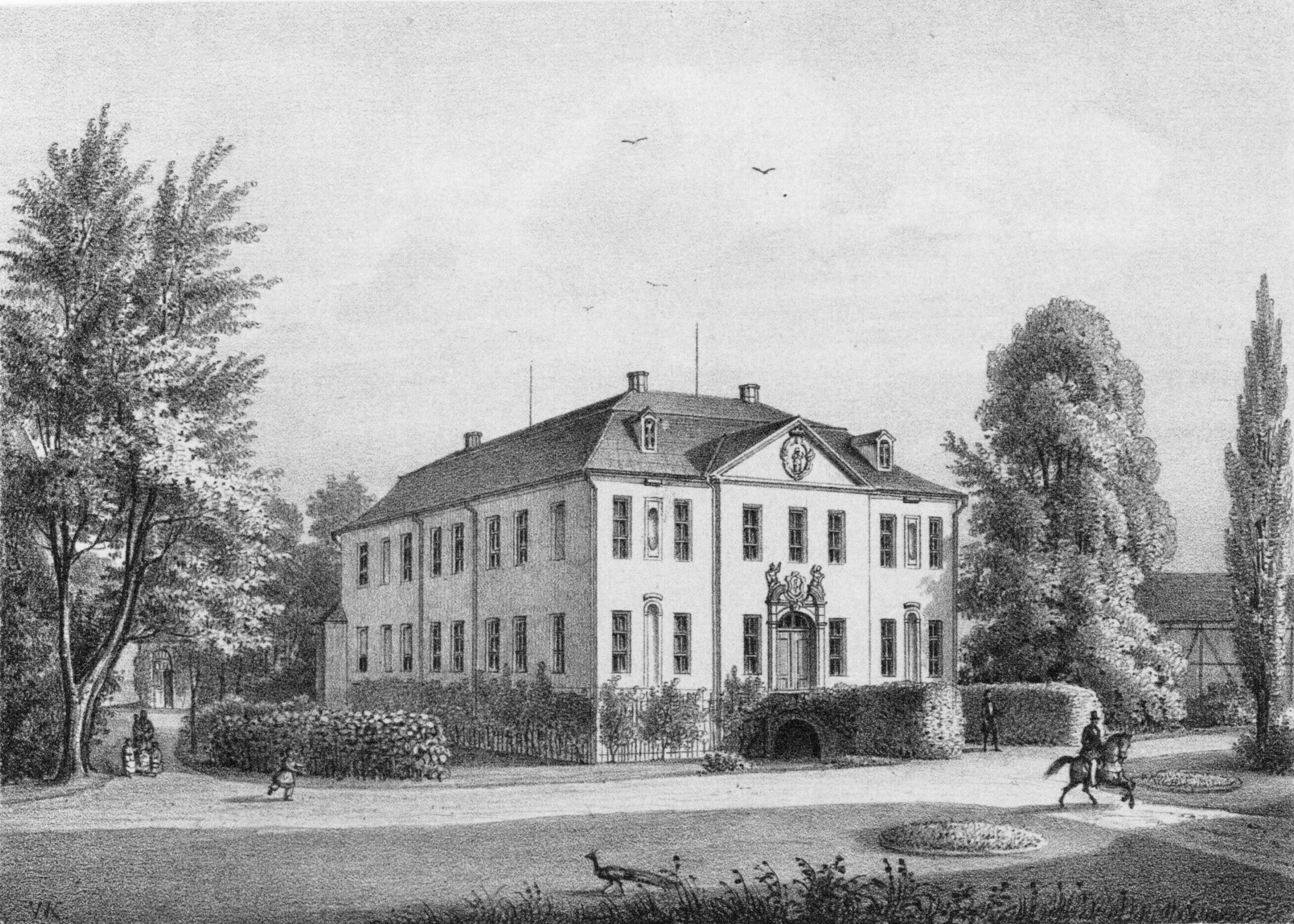
Радиборское поместье (ок. 1840)

В это время усилился добровольный переход лужицких сербов от одноязычия к серболужицко-немецкому двуязычию. В 20—30-е годы XIX века представители серболужицкой интеллигенции выступили за сохранение лужицкого языка в школах. Усердным защитником лужицкого языка в это время был Дабит Богувер Глован. В Грайфенхайне, Грауштайне, Зорнове, Лозе и Лойтене усилилось сопротивление лужицких сербов против германизации в школах и церкви. В 1820-х годах государственная проверка в школах саксонской Верхней Лужице выявила незнание детьми немецкого языка. Так, например, в деревне Вуршен немецкий язык оставался для детей таким же чуждым, как латынь и греческий. Католический епископ и просветитель Франц Юрий Лок (ум. 1831) способствовал развитию образования в саксонской Верхней Лужице, проявляя заботу как к католическим, так и к евангелическим школам. Лок основал новые школы в Баутцене и Виттихенау. В 1817 году в Баутцене была основана учительская семинария, готовившая католических и евангелических учителей. С 1832 до 1846 через семинарию прошло около 50 серболужицких учителей. В 1851 году в Баутцене появилась Католическая учительская семинария. В 1835 году в Саксонии вышел новый закон о школьном образовании, согласно которому серболужицкие дети получали образование на немецком и лужицком языках. В серболужицких школах было разрешено использование Библии и катехизиса на лужицком языке.
В Пруссии крепостная зависимость была отменена сначала в Котбусском районе в 1819 году, а в 1821 году и в других районах прусской Лужицы, в Саксонии крепостная зависимость просуществовала до 1832 года. При этом, прусские крестьяне должны были выкупать феодальные повинности. За первую половину XIX века численность лужицких сербов сократилась с 245 тысяч до 164 тысяч человек, что было следствием внутренней миграции и значительного оттока населения в поисках работы в другие районы Германии.

##### Национальное возрождение

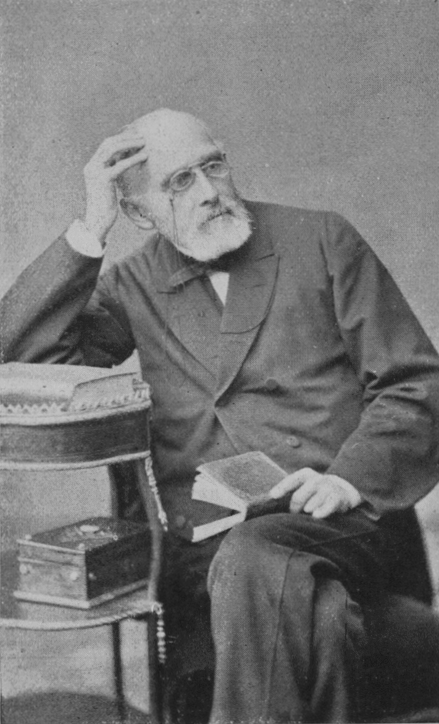
Я. А. Смолер

Национальное пробуждение лужицких сербов началось в Верхней Лужице на рубеже 1830-х — 1840-х годов. Из укрепившегося слоя зажиточных крестьян вышли молодые люди, которые шли учиться в гимназии, учебные заведения Праги, Лейпцига и Бреслау. Здесь они знакомились с деятелями чешского и словацкого национального возрождения: Й. Добровским, Я. Пуркине, В. Ганкой и Я. Колларом. Серболужицкие деятели Б. А. Клин и Г. Любенский обновили «Серболужицкое проповедническое общество» («Сорабию») в Лейпциге. По инициативе Любенского были составлены словарь и «Краткая грамматика серболужицкого языка согласно будишинскому диалекту». Центральная фигура серболужицкого возрождения — Ян Арношт Смолер основал в Бреслау «Академическое общество лужицкой истории и языка». М. Домашка, К. А. Мосак-Клосопольский и Х. Имиш основали в Баутцене «Societas slavica Budissinensis». Возникли общества семинаристов «Swoboda» и «Lubin». Из обществ вышли такие серболужицкие патриоты, как Ян Радысерб-Веля и К. А. Коцор. Серболужицкими католиками в Праге было основано общество «Сербовка», которое должно было покровительствовать лужицкому языку и пробуждать любовь к серболужицкому народу. Из этого общества вышли М. Горник, М. Андрицкий, Я. Барт-Чишинский. В 1839 году Лужицу посетил словацкий деятель Л. Штур, который написал статью о новооткрывшейся в Саксонии славянской народности и первый подал другим славянам весть о ней и её пробуждении (Гильфердинг, 1868). Статья его была переведена и в русско-польской «Деннице». В начале 1840-х годов в Лужице побывал русский филолог И. Срезневский, открывший лужицких сербов для русской науки.
В 1842 году учёный Я. П. Йордан издавал журнал «Jutrnička». Г. Зейлером была основана газета «Tydźenska Nowina». Я. Смолером был издан сборник «Песни верхне- и нижнелужицких сербов». На слова Г. Зейлера композитор К. А. Коцор написал песню «Прекрасная Лужица». Благодаря стараниям Я. Смолера было создано научно-просветительское общество «Матица серболужицкая». Для публикации научных работ и литературных произведений был создан журнал «Časopis Maćicy Serbskeje». За полвека своего существования «Матица серболужицкая» напечатала публикации на 330 тысяч экземпляров.

##### Национальное движение во время революции (1848—1849)

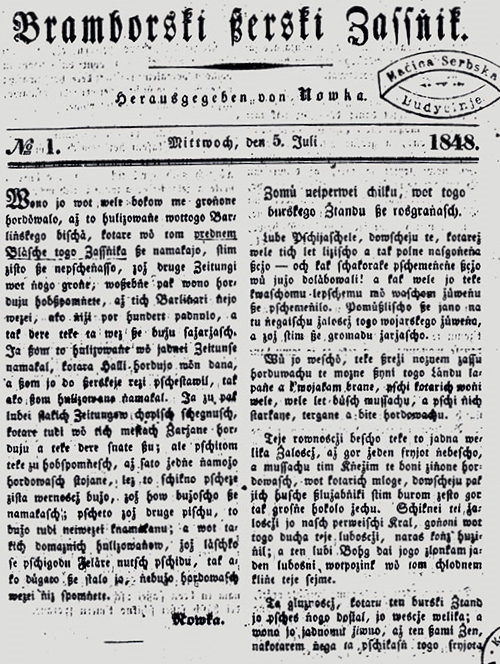
«Bramborski Serbski Casnik»

Во время революции в Германии в 1848 году текстильные рабочие в прусско-лужицких городах Котбусе, Зенфтенберге, Пайце, Шпремберге требовали работу и повышение заработной платы. Почти во всех прусско-лужицких городах рабочими, ремесленниками и интеллигенцией были основаны политические клубы. 13 октября 1848 года было создано «Демократическое центральное общество Нижней Лужицы». В 1848 году котбусским областным советником фон Вердек был основан еженедельник на лужицком языке «Bramborski Serbski Casnik», редактором которого с 1864 по 1915 год был К. Швеля.
В ходе революции в Австрии крестьяне выступили с требованиями ликвидации феодальных отношений. 17 марта 1848 года более 150 крестьян из 39 деревень, подчинявшихся монастырю Мариенштерн, собрались в Лейне. В петиции к настоятельнице монастыря от 31 марта крестьяне среди прочего требовали устранения помещичьих рент, передачу правосудия государству. В марте 1848 года крестьяне из Кёнигсварты потребовали от помещика продления уплаты ренты с 55 лет на 100 и 110 лет. Похожие требования выдвигали крестьяне из 44-х деревень под Баутценом, из Гаусига и Хальбендорфа и других мест. По примеру городов крестьяне Верхней Лужицы создавали свои общества для отстаивания требований. Покровителем крестьянского движения в прусской Верхней Лужице Г. Зейлером в ноябре 1848 года было основано сербское крестьянское общество. Основным методом крестьянской борьбы за изменение социальных и политических отношений в деревне были петиции. Руководящую роль в движении крестьян играло серболужицкое крестьянское общество из Радибора. В петиции к областному ландтагу Саксонии, принятой на собраниях в Борнице и Кватице, крестьяне требовали равноправия лужицкого языка.

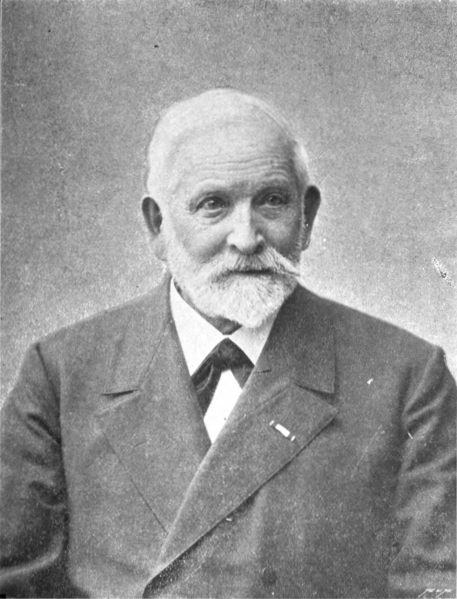
Ян Веля

Опорой крестьянского движения были деревенские учителя (в том числе Я. Бартко, Ян Радысерб-Веля, Ян Мелда, К. А. Коцор), а также демократические силы Баутценского и Каменского патриотического общества. 25 марта 1848 года Ян Веля и Ян Бартко начали издавать еженедельник «Serbski Nowinkar», в котором рассказывали о ходе революции в Европе, выступали за равноправие лужицких сербов. Большое значение для серболужицкого национального движения имела петиция к саксонскому правительству за равноправие лужицких сербов, известная как Матичная петиция или «Великая просьба лужицких сербов». В её разработке приняли участие священники Х. Имиш, Г. Броск, Я. Кучанк, М. Домашка и учителя Ян Бартко и Ян Мелда. Матичная петиция содержала требование о праве использования лужицкого языка в серболужицких школах, церковных службах (в воскресные и праздничные дни) и судопроизводстве (допрос, защита, протокол и приговор на лужицком языке).
На проходивший в 1848 году в Праге Славянский конгресс было приглашено до 30 делегатов от лужицких сербов, однако участие принял только П. Йордан. 5 сентября 1848 года было образовано объединение серболужицких обществ под председательством юнкера Гуго Зейферта. До апреля 1849 года оно объединяло 22 серболужицких общества из около двух тысяч членов. Это была первая в истории организация, охватывавшая почти весь серболужицкий край Верхней Лужицы. После поражения революции серболужицкое национальное движение стихло, почти все серболужицкие общества были распущены.

#### Вторая половина XIX века
См. также статью: Лужицкие сербы в Техасе

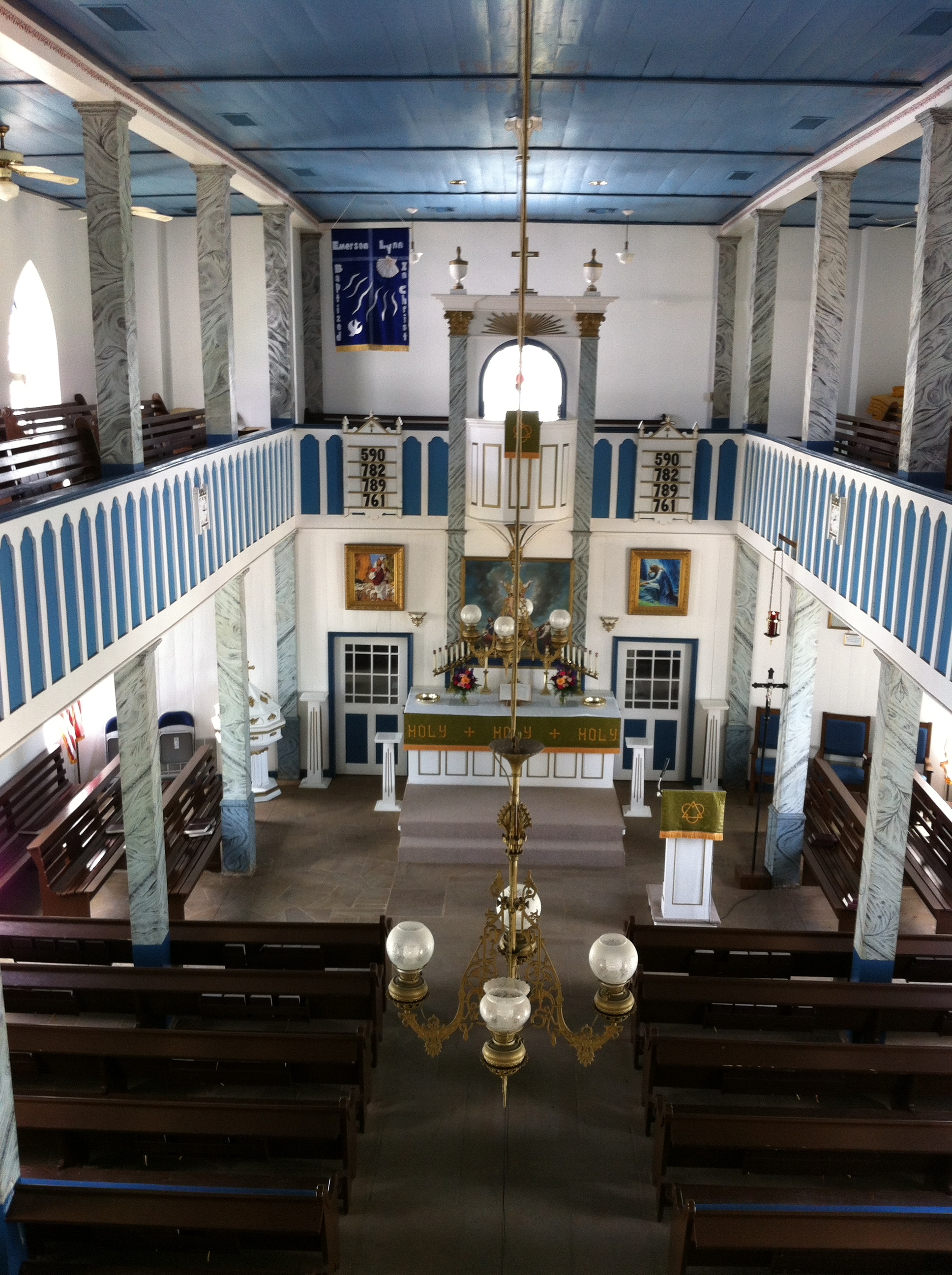
Лютеранская церковь в Сербине

В Пруссии закон 1850 года отменил для крестьян феодальные повинности. В Саксонии пять лет спустя был упразднён феодальный суд. Из-за слабого развития промышленности в Лужице рабочих мест не хватало. Всё большее количество молодёжи в поисках работы уезжало из Лужицы. В Дрездене серболужицкая молодёжь через маклеров устраивалась на работу на специальной ярмарке, которая регулярно проходила 2 января.
Бедность в середине XIX века вынуждало большое количество людей эмигрировать из Европы в заморские страны. В Лужице в 1848 году группу эмигрантов в Австралию возглавил священник Каплер из Вайсенберга. В 1854 году новую группу серболужицких эмигрантов из Верхней Лужицы численностью около 600 человек в США руководил евангелический священник Ян Килиан. В Техасе эмигранты основали селение Сербин, где в школах и богослужении до смерти сына Килиана — Германа в 1920 году использовался лужицкий язык. Селения эмигрантов из Нижней Лужицы в Австралии близ Мельбурна были меньшего размера и рассеяны.
Немецкие капиталисты строили в Лужице железные дороги, основывали угледобывающую и химическую промышленность. Текстильная промышленность в Лужице сосредоточилась в Котбусе, Финстервальде, Форсте и Шпремберге. В Мужаковской голи возникла стекольная промышленность. В 1872 году к северу от Зенфтенберга началось производство брикетов из бурого угля. В 1880-е годы в Лужице были открыты новые карьеры бурого угля и брикетные заводы. Поскольку серболужицкой буржуазии не существовало, лужицкие сербы могли участвовать в этих предприятиях только в качестве рабочей силы. Трудное положение крестьян побуждало их переходить в класс рабочих. С развитием промышленности в Лужицу приезжали на заработки итальянцы, поляки, словаки и украинцы. Серболужицкие рабочие утрачивали связь с деревней и лужицким языком.

##### Новый размах национального движения

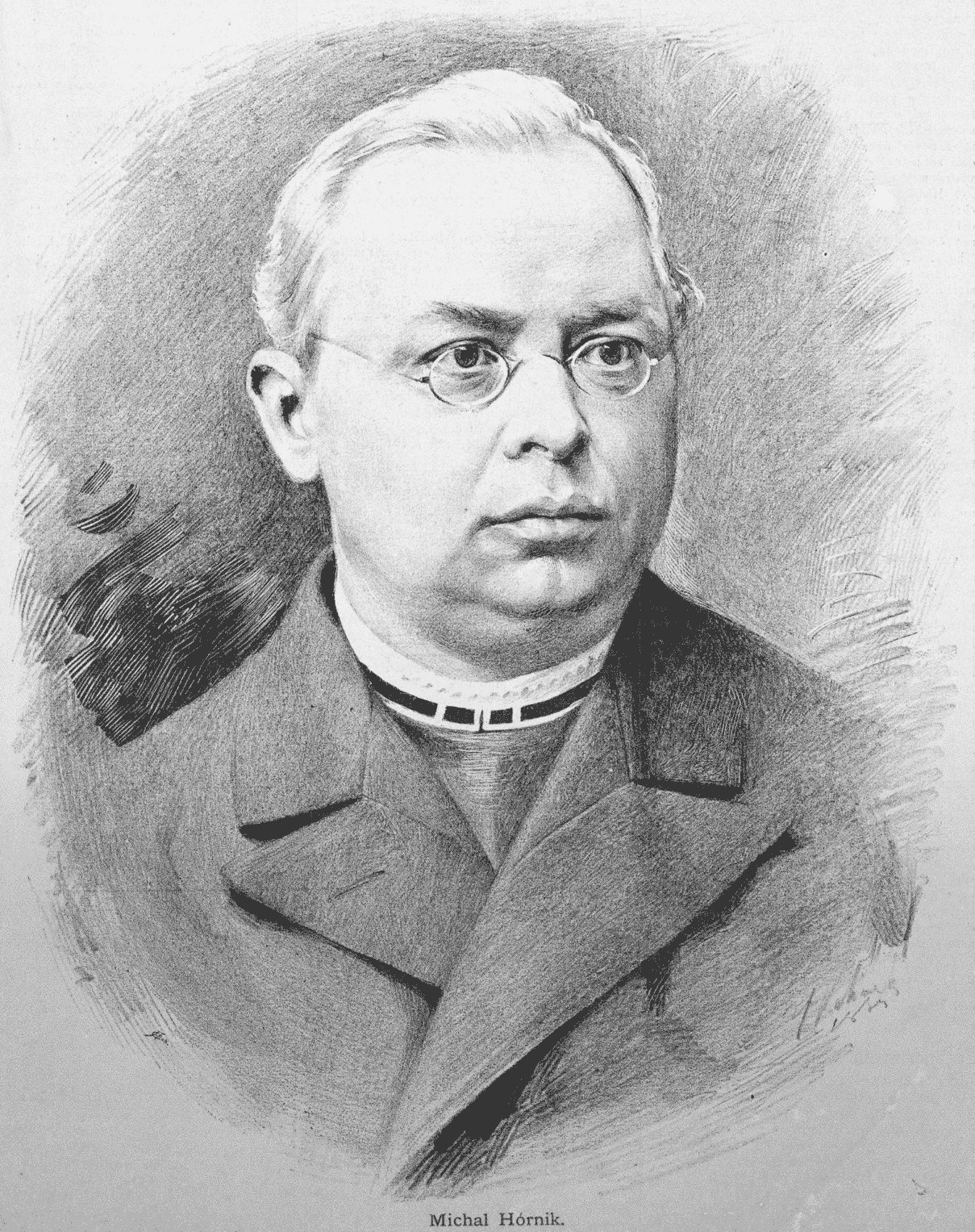
М. Горник

Рост эмиграции и неудовлетворённость серболужицкого народа в 1851 году побудили правительство Саксонии направить в Лужицу комиссию для обследования отношений в школах. Воспитание серболужицких учащихся школ в славянском духе было запрещено. Преподавание лужицкого языка было сокращено саксонским правительством с четырёх до одного часа в неделю. В 1862 году в районах Ротенбурга и Хойерсверды, где обучалось 5000 серболужицких и 1500 немецких учащихся школ, было разрешено преподавание на лужицком языке. В 1856 году лужицкий язык был разрешён в Котбусской гимназии. В новое поколение серболужицкой интеллигенции вошли Ю. Э. Велан, М. Горник, К. А. Енч, Г. Йордан, К. Швеля и К. А. Фидлер. В 1860 году под редакцией М. Горника начался выпуск журнала «Łužičan».
Центром научной и культурной жизни лужицких сербов был Баутцен. В 1860 году здесь был основан хор «Lumir». В 1862 году в Баутцене состоялось первое театральное представление на лужицком языке. В 1866 году был напечатан словарь верхнелужицкого языка К. Б. Пфуля. В это время проявили себя первые серболужицкие поэтессы Г. Вичазец и М. Имишова. В 1862 году появились католическое и евангелическое книжные общества, которые заботились распространением серболужицких книг. До пасхи 1884 года евангелическим обществом, насчитывавшим три тысячи членов, было издано литературы на 286 тысяч экземпляров.

###### Политика германизации в Германской империи
Вендское школьное обучение и вендское богослужение
 в самом центре исконно немецких земель — это позор
 в век торжества национальных принципов. Вендское 
духовенство, заражённое своими идеалами, лишено 
высшей добродетели всех времён и народов
 — любви к Отечеству.
Посредством политики «Культуркампф» германский канцлер О. Бисмарк планировал осуществить окончательную германизацию восточных провинций Пруссии. Немецкий стал единственным языком в официальной сфере и преподавании. В Германской империи развернулась политика, направленная против лужицких сербов, с целью быстрой и, по возможности, тихой германизации. Газеты сообщали о слабой жизненной воли серболужицкого народа и скорой его смерти. Фальсифицировались данные при подсчёте численности населения в Лужице. Деятельность серболужицких патриотов обесценивалась как музейное дело. Ненемецкие национальности в Германии рассматривались как чуждые, и поэтому — как вредные элементы. Немецкий этнограф Р. Андре писал о тихом отмирании серболужицкого народа и его языка.
В 1875 году власти Лигница издали предписание об устранении лужицкого языка из школ прусской части Верхней Лужицы. Учителя, осуществлявшие жестокую германизацию детей, получали премии из специального фонда. В середине 1870-х годов из школьного обучения были изъяты двуязычные учебники. Лигницкий школьный советник Бок, в подчинении которого были школы Нижней Лужицы, обратился к своим учителям с такими словами: «Вы должны помогать искоренению лужицкого языка. Сербский народ всё равно умирает. Для него же будет лучше ускорить его агонию». Детям под угрозой телесных наказаний запрещалось говорить друг с другом на родном языке. С устранением лужицкого языка в педагогических институтах Райхенбаха и Хойерсверды был положен конец подготовки серболужицких учителей в Пруссии. В 1888 году прусский министр фон Гослар распорядился устранить серболужицкое обучение в гимназии Котбуса. Серболужицкие учителя переводились в немецкие школы. Священник из Шлайфе Ю. Э. Велан, выступавший против преследования лужицкого языка в церкви и школах, был поставлен под присмотр полиции. С 1848 по 1880 год количество серболужицких приходов Нижней Лужицы, имевших своих серболужицких священников, сократилось с 42 до 18. Регулярные церковные службы на лужицком языке проводились только в 14 приходах. При этом в немецких приходах в 1885—1886 годах числилось 17 серболужицких священников. В 1885 году консистория в Бреслау запретила серболужицкое молитвенное обучение.
После 1871 года новая волна вытеснения лужицкого языка из школы и церкви началась и в Саксонии. 26 апреля 1873 года здесь был принят закон о школьном образовании, который ограничивал, но не запрещал употребление лужицкого языка. Таким образом, политика германизации в Саксонии отличалась от политики в Пруссии. В саксонской Верхней Лужице мероприятия против лужицкого языка вызывали сопротивление со стороны лужицких сербов. В 1876 году серболужицкий букварь имелся лишь в 12 из 51 серболужицкой школы Баутценского школьного округа.

###### Развитие культуры

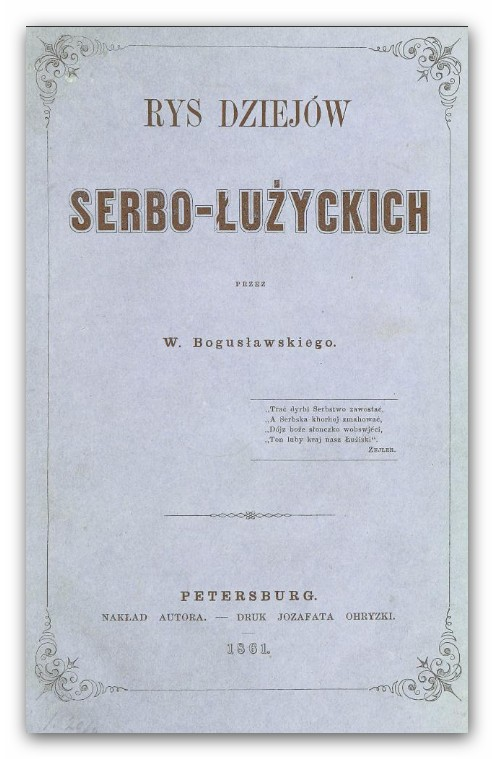
«История серболужицкого народа» (1861)

Сильное влияние на серболужицкое национальное движение в борьбе за права лужицкого языка в общественной жизни, школе и церкви в середине 1870-х годов оказали «младосербы» — новое поколение серболужицкой интеллигенции, сплотившейся вокруг Я. Барта-Чишинского, А. Муки, Б. Крауца и Я. А. Голана. А. Мука провёл демографические исследования, результатом которых стало издание в 1884—1886 годах обстоятельной работы «Статистика лужицких сербов». В 1875 году Я. Барт-Чишинский и А. Мука провели в Кроствице первое собрание серболужицких студентов — «схадзованку». Для защиты родного языка и культуры в последней трети XIX века лужицкие сербы собирались в деревенских обществах, которые создавались в основном в саксонской Верхней Лужице. В Нижней Лужице в 1880 году возникло нижнелужицкое отделение «Матицы серболужицкой». В 1883 году А. Мука выступил с предложением создать союз серболужицких обществ. В 1884 году вышла свет первая обширная «История серболужицкого народа» (в.-луж. Historija serbskeho naroda) в соавторстве польского историка А. Богуславского и М. Горника.
В Нижней Лужице возникло общество учащихся средних школ «Zwěsk serbskich pśijaśelow», первым председателем которого в 1891 году стал Вилем Новы. Немалое влияние на национальный образ мыслей лужицких сербов оказывали немецкие славянофилы: этнографы, поэты и публицисты. Так немецкий учёный родом из Ганновера Г. Зауэрвайн с 1875 года часто бывал в Лужице, выучил оба лужицких языка и сочинял на них стихи. В своих статьях Г. Зауэрвайн выступал в защиту лужицких сербов от шовинистических выпадов.
С развитием капитализма большинство крестьян обеднело. В Верхней Лужице были основаны общества серболужицких крестьян: в Хойерсверде в 1884 году и в Паншвице в 1888 году. В других деревнях возникли крестьянские сберегательные общества. В Нижней Лужице инициатором объединения серболужицких и немецких крестьян выступил прусский барон фон Вердек. Движение крестьянских обществ было поддержано Я. Барт-Чишинским, М. Горником, М. Андрицким и Г. Кубашем.

### Начало XX века

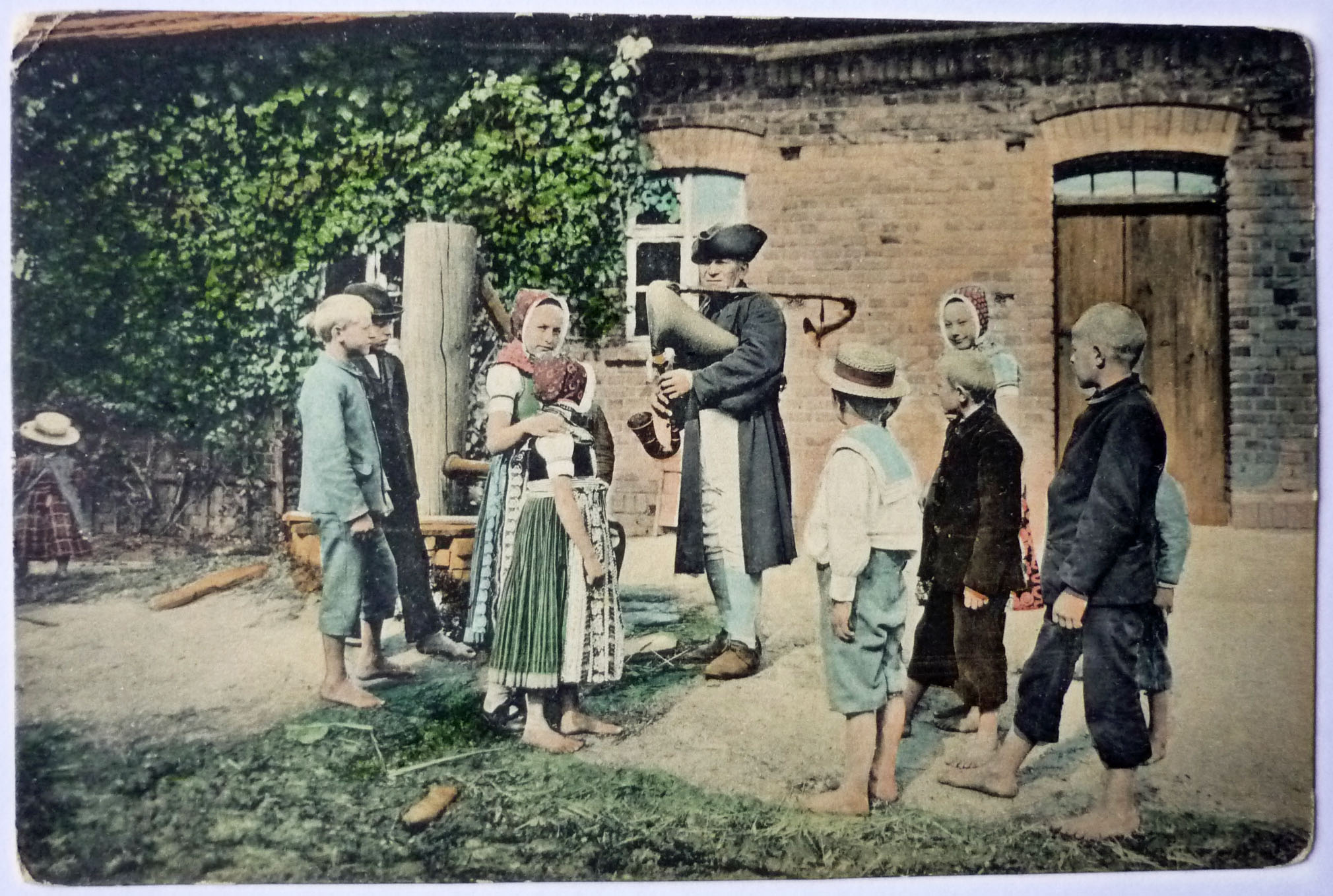
Дети в деревне Шлайфе (1907)

В лужицкой голи происходило развитие угольных шахт и фабрик, и серболужицкие крестьяне вынуждены были переселяться в города, в том числе в Вайсвассер, Зенфтенберг и Шпремберг. В конце XIX — начале XX века территория лужицких сербов сокращалась в районе города Гёрлица в Верхней Лужице и городов Котбус, Зенфтенберг, Шпремберг в Нижней Лужице, где были обнаружены залежи бурого угля. В 1907 году представители профсоюзов лужицких шахт и «Общества нижнелужицких угольных фабрик» сформулировали требования к угольным предпринимателям, среди которых было повышение зарплат, ограничение сверхурочных часов, двухчасовой перерыв при 12-часовой работе. С наступлением мирового экономического кризиса (1900—1903) малые и средние крестьяне ещё более обеднели, и в Верхней Лужице усилилось крестьянское демократическое движение. С возвращением Я. Барта-Чишинского на родину в 1903 году национальные идеи «младосербов» сплелись с серболужицким крестьянским движением, которое было направлено против привилегий помещиков. Крестьяне Верхней Лужицы боролись за пересмотр охотничьего закона. А. Барт пропагандировал идею поселенческого движения. Для дальнейшего развития серболужицкого национального движения большое значение имела предвыборная борьба в пятом и восьмом избирательных районах в 1909 году, закончившаяся победой серболужицкого движения.

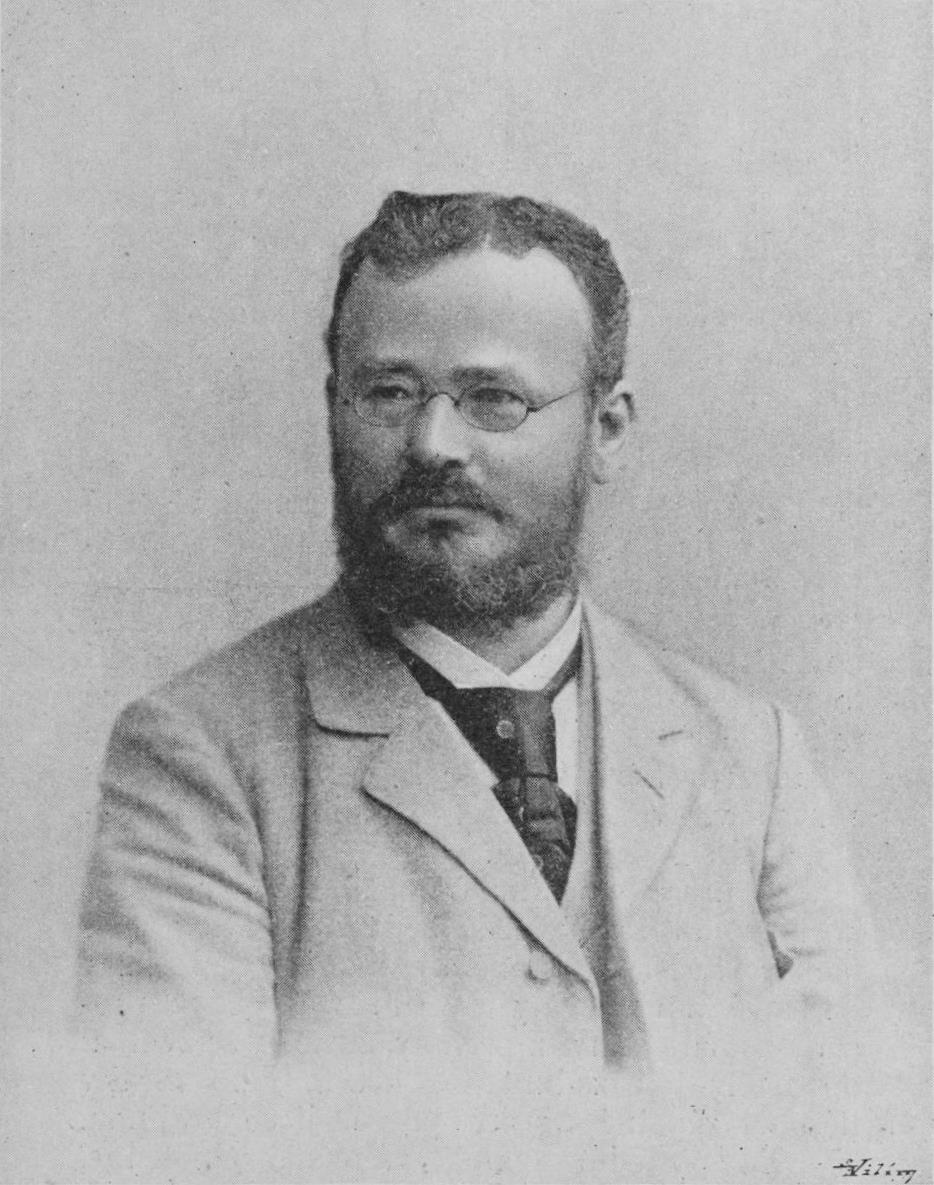
А. Мука

После смерти Я. Барта-Чишинского в 1909 году серболужицкое национальное движение возглавили молодые патриоты: А. Барт, Я. Дворник, Ф. Краль, М. Навка, Ю. Слоденк, Б. Швеля. Немецкий публицист пангерманских убеждений Курд фон Штранц в 1904 году в журнале «Nord und Süd» так отзывался о лужицких сербах: «Пусть лужицкий язык дальше живёт на вечеринках с прядением и в старых песнях, однако в общественной жизни, в церкви и школе он должен исчезнуть. Это национальный долг учреждений, в руках которых судьба этого малого народа». В 1910 и 1912 годах лужицкие сербы саксонской Верхней Лужице при активном участии А. Барта выступали с акциями протеста против школьной политики, направленной на уничтожение лужицкого языка. В 1912 году лужицкие сербы сформулировали новые требования к властям Саксонии, в частности, чтобы детей в школах учили не только читать, но и писать по-лужицки, и чтобы обучение на лужицком языке велось не только в первом и втором, но во всех классах.
В это время были основаны новые серболужицкие общества, которые получили распространение и в прусской Лужице. В 1911 году в Лозе возникло общество «Гандрий Зейлер», которое в начале своего существования насчитывало 200 членов. В 1912 году действовало 10 центральных и 51 местное общество. Кроме серболужицких обществ в деревнях существовали также немецкие объединения. С 1900 до 1914 года серболужицкими обществами было организовано около 250 театральных представлений. В 1897 году началось строительство «Сербского дома». 13 октября 1912 года в Хойерсверде состоялось собрание представителей 31 серболужицкого общества, в которых состояло более трёх тысяч членов. На нём было выбрано временное руководство образуемого Союза лужицких сербов — «Домовины». В Первую мировую войну многие лужицкие сербы были отправлены на фронт. Выпуск большинства серболужицких газет и журналов прекратился.

## Новейшее время

### Веймарская республика

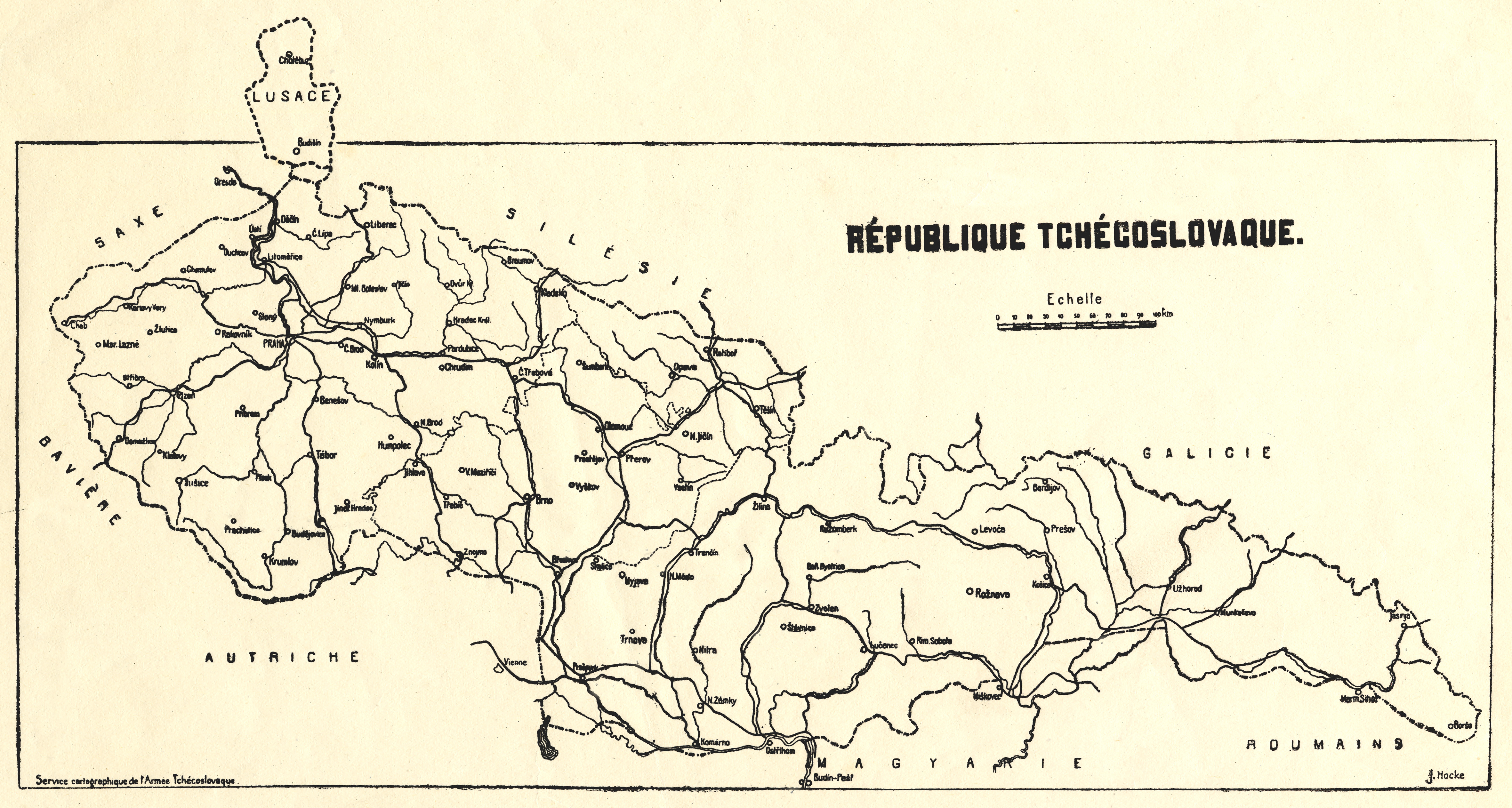
Лужица с Чехословакией на карте Парижской мирной конференции (1919—1920)

13 ноября 1918 года был образован Серболужицкий национальный комитет, который выступил за автономию Лужицы и равноправие национальных меньшинств — равноправное представительство в парламенте, применение лужицкого языка в судах и государственных учреждениях, создание в Лейпцигском университете кафедры сорабистики и учебного заведения для подготовки преподавателей лужицкого языка. Священники католической и евангелической веры отвергали сепаратистские настроения. Власти Германии опасались «чешской опасности» — желании лужицких сербов присоединиться к Чехословакии, правительство которой не собиралось этого делать. Ссылаясь на «14 пунктов» Вильсона, серболужицкие лидеры выдвинули требование о самоопределении. В 1919 году вожди лужицких сербов обратились к Версальской конференции, требуя образования независимого (от Германии и Чехии) государства. 21 января 1919 года А. Барт вместе с своим секретарём А. Чёрным прибыли в Париж, однако их вопрос не рассматривался. В номере официального издания СНК — «Сербске слово» от 25 января 1919 сообщалось, что «лужицкие сербы отдают решение своей судьбы в руки Антанты. Лужицкие сербы не имеют намерения ни оставаться в составе немецкого союза, ни основать вместе с чехами одну республику… Они хотят свободное серболужицкое государство. За это требование выступают сербы-лужичане обеих конфессий». По возвращении из Парижа осенью того же года А. Барт был сразу арестован за «государственную измену» и приговорён к трем годам заключения. К различным срокам заключения или денежным штрафам были приговорены и другие активисты серболужицкого движения.

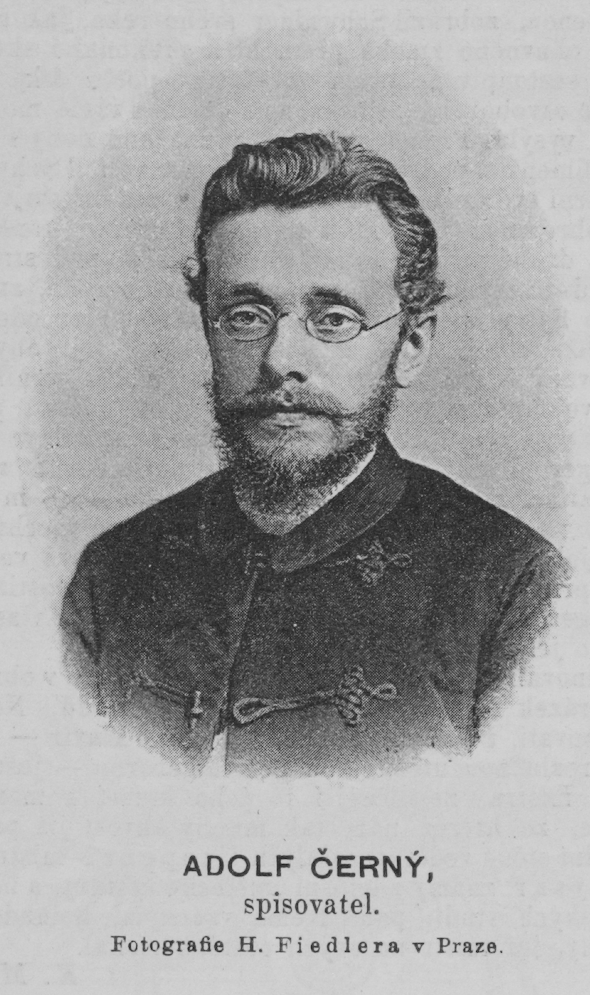
Чешский сорабист А. Чёрный

Образовалось альтернативное движение «Верные саксонские венды», ряды которого составляли учителя с «общегерманским образом мышления» и зажиточные крестьяне. В 1920 году при правительстве был создан «Вендский отдел», задачей которого было «усиление работы по внедрению общегерманских идеалов в вендских районах, содействие широкой разъяснительной работе о предательском по отношению к государству характере всяких вендских национальных устремлений» и «разоблачение вендского национального сознания как враждебного государству». С упразднением Серболужицкой семинарии в Праге в 1921 году были прерваны давние связи между серболужицкими католиками и славянскими соседями. В том же году было восстановлено Мейсенское епископство, задачей которого было усиление немецкого влияния на серболужицких католиков. После принятия в 1919 году школьного закона, гарантировавшего занятия лужицким языком три часа в неделю, этот язык продолжал вытесняться из образовательных планов, а также из богослужения. В собор серболужицких католиков в Баутцене в 1925 году вместо серболужицкого был назначен немецкий священник. К 1930-м годам в церквях Нижней Лужице осталось всего три священника, говоривших по-лужицки. Учителя-германизаторы получали «восточную надбавку». Детям было запрещено разговаривать на родной языке на переменах и в семье. Националистическая печать устраивала регулярные кампании против лужицких сербов.
В 1919 году возникла лужицкая народная партия, выступавшая за национальное равноправие, национализацию крупных предприятий промышленности, поддерживала требования крестьян за справедливое перераспределение земли. В 1919 году в Баутцене был открыт Серболужицкий народный банк, имевший филиалы по всей Лужице. В 1920—1921 годах возобновила свою деятельность «Домовина», которая с 1921 года проводила ежегодные съезды. В 1920 году был образован серболужицкий союз «Сокол». В 1925 году возник Серболужицкий народный совет, выступивший представительным органом серболужицкого народа по отношению к государственной власти. В 1926 году был образован Лужицкий крестьянский союз. В 1923 году был создан Союз серболужицких певческих обществ, в 1924 году — Театральный союз. Представители лужицких сербов вошли в образованный в 1924 году Союз национальных меньшинств Германии. В этот исторический период издавалось 12 серболужицких газет и журналов, художественная и научная литература. В 1920—1930-х годах лужицкая этническая территория сокращалась в основном на юго-западе, где осуществлялась добыча камня и велось строительство промышленных предприятий. В меморандуме правительству Германии от 1931 года лужицкие сербы писали: «нашим детям запрещается в школе, а часто и вне школы разговаривать между собой на родной языке». Как и прежде, немецкие учителя обходили дома, требуя от родителей не говорить с детьми на лужицком языке.

### Период национал-социализма

Пропагандистский плакат перед выборами в Рейхстаг 12.11.1933. «Отдадим наш голос фюреру!»

На выборах в Рейхстаг в 1932 году большинство лужицких сербов, особенно в прусской Лужице, проголосовало за нацистов. Сразу после прихода нацистов к власти в 1933 году начался открытый террор. Нацистская власть внушала населению, что лужицкие сербы могут стать опорой для враждебных государств — Чехословакии и Польши. Многие серболужицкие патриоты были арестованы, а национально ориентированные священники и учителя стали в принудительном порядке выселяться из Лужицы. «Сокол», Лужицкий крестьянский союз и ряд газет были закрыты. Связи с Чехословакией и другими славянскими странами были запрещены. С 1933 по 1936 год за рубежом прошли акции протеста против германизации и притеснений лужицких сербов. В защиту лужицких сербов в Чехословакии были организованы сотни митингов, в июле 1933 года в Мнихово-Градиште состоялась тридцатитысячная демонстрация. Чешское Общество друзей Лужицы призвало спасти культуру серболужицкого народа. В сентябре 1933 года в Лигу наций был направлен совместный меморандум о положении лужицких сербов в Германии. После массовых протестов власти сменили тактику. Лужицкий язык вытеснялся из общественной сферы без прямого насилия. Учительские места отдавались предпочтительно «чистокровным немцам». Общение детей между собой в школах допускалось только по-немецки. С 1936 года власти ужесточали меры против лужицких сербов. «Венды» отныне считались немцами, говорящими на другом языке, упоминание же о них в печати должно было исчезнуть. Серболужицкие надписи на могильных надгробиях подлежали устранению. Около 60 названий населенных пунктов были заменены с лужицкого языка на немецкое звучание.

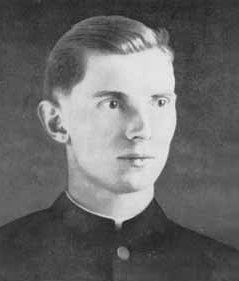
А. Андрицкий

В 1934 году в Радиборе и в 1935 году Хойерсверде прошли песенные праздники, студенты на митингах выражали стремление сохранить лужицкую самобытность. «Домовина» отказывалась вступать в «Союз немецкого Востока» и принимать новый устав от ноября 1936 года, по которому она бы называлась «Союзом немцев, говорящих по-вендски». 18 марта 1937 года её председатель Павол Недо получил от администрации Баутцена уведомление, согласно которому из-за отказа от принятия нового устава все мероприятия «Домовины» отныне рассматривались «как направленные против сохранения общественного спокойствия, безопасности и порядка». Обнародование уведомления в вендской прессе не дозволялось. В этот день Домовина была фактически упразднена. После этого были ликвидированы все серболужицкие газеты и журналы, запрещены все общества и союзы. Публичная деятельность «Матицы Серболужицкой», переименованной в «Лужицкое литературное общество», была запрещена. В 1941 году собственность с библиотекой и архивом «Матицы» была конфискована. Многие фонды библиотеки, как и архив, были уничтожены. Серболужицкий музей, типография, издательство и книжный магазин были закрыты. По переписи населения 1939 года в Германии проживало 425 человек лужичан. Продолжилось принудительное выселение серболужицкой интеллигенции и аресты. Председателю «Домовины» запретили появляться на родине. В конце 1940 года из Лужицы были изгнаны 25 учителей, все католические священники и 11 евангелических пасторов. Через тюрьмы и концлагеря прошли серболужицкие деятели Я. Цыж, Ю. Цыж, Я. Мешканк, К. Янак. Не дожили до окончания войны содержавшиеся в концлагерях А. Андрицкий и М. Грольмусец.
Согласно обнаруженному документу, Гитлер планировал выселение лужицких сербов в Эльзас-Лотарингию, а французов — на реку Шпрее. Как отмечал советский историк М. Семиряга, «только победа Советского Союза… спасла лужицкий народ от гибели в шахтах Эльзас-Лотарингии». По плану Гиммлера, разработанного в 1940 году, основную массу лужицких сербов планировалось переселить в генерал-губернаторство в Польше для образования трудовой армии, состоящей из славян. Согласно этому плану, население генерал-губернаторства должно было состоять кроме «остатков неполноценного местного населения» и депортированного сюда населения «восточных провинций» также из населения различных районов Германии с «неполноценными человеческими и расовыми качествами». Во время Второй мировой войны почти все молодые мужчины были призваны на фронт. Часть из них, изменив свои фамилии на немецкие, отказалась от своего народа. Освобождение Лужицы советской армией от немецких войск началось 19 апреля 1945 года. Бауцен был освобождён 21 апреля.

### Советская оккупационная зона (1945—1949)

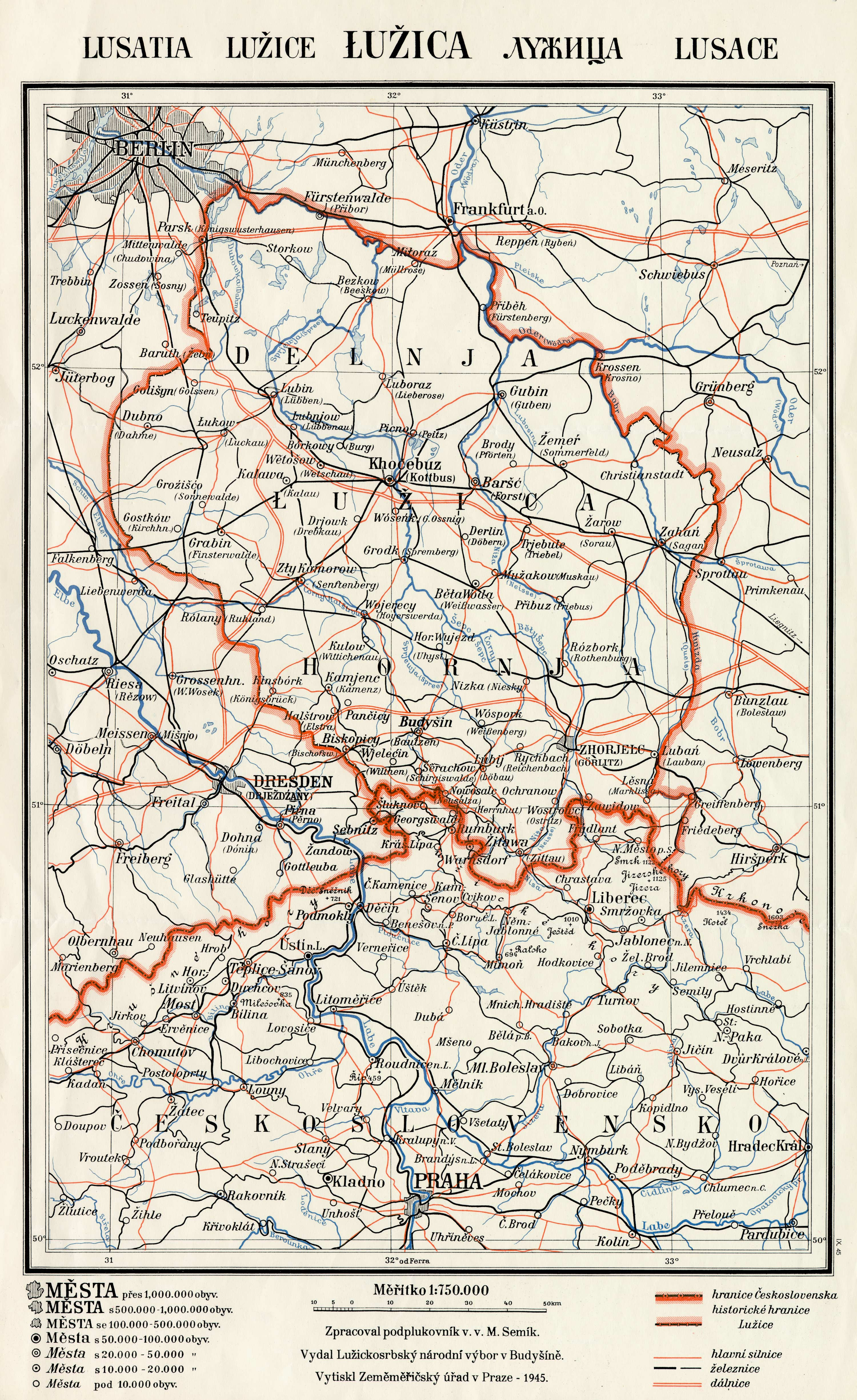
Серболужицко-чехословацкая карта Лужицы (1945)

После Второй мировой войны германизация сербов ускорилась после того, как в Лужицу переселились немцы из Чехословакии и Польши. 9 мая 1945 года в Праге был образован Серболужицкий национальный комитет, развернувший агитацию за отделение Лужицы от Германии. 10 мая возобновила свою деятельность «Домовина». В меморандуме от 12 мая 1945 года лужицкие сербы поставили вопрос о «тесном сотрудничестве с соседней Чехословакией под защитой победоносного Советского Союза». В «Меморандуме лужицких сербов — славянского народа в Германии, который просит освобождения и присоединения к Чехословакии» от 1 июня 1945 года предлагалось учредить единую административную область Лужицы (площадью около 10 тысяч км², с населением в 900 тысяч человек: «в границах соседней Чехословакии под охраной Советского Союза»). Правительство Чехословакии выступило с моральной и финансовой поддержкой лужицких сербов: в чехословацких городах Варнсдорф и Ческа-Липа была создана серболужицкая гимназия, организованы серболужицкие радиопередачи и издание серболужицких текстов Румбурке. В сентябре 1945 года Серболужицким национальным комитетом и «Домовиной» был создан Национальный совет, который сконцентрировался на вопросах внешней политики. Добиваясь независимости Лужицы, Национальный совет обращался с меморандумами к Бенешу, Сталину и в ООН. 7 января 1946 года Национальным советом был принят новый меморандум о принятии лужицких сербов в ООН. В марте 1947 года «Домовина» обратилась с новым меморандумом к Конференции министров иностранных дел в Москве, в котором выступала с предложением включить в мирный договор пункт о политической самостоятельности Лужицы, обязав Германию компенсировать ущерб, который был причинён лужицкому народу. Советский историк М. Семиряга, работавший в советской администрации в Восточной Германии, отмечал: «требования лужицких сепаратистов несостоятельны… Лужицкому народу могут быть предоставлены возможности для его свободного развития только в рамках единой, независимой, демократической Германии».

### Германская Демократическая Республика

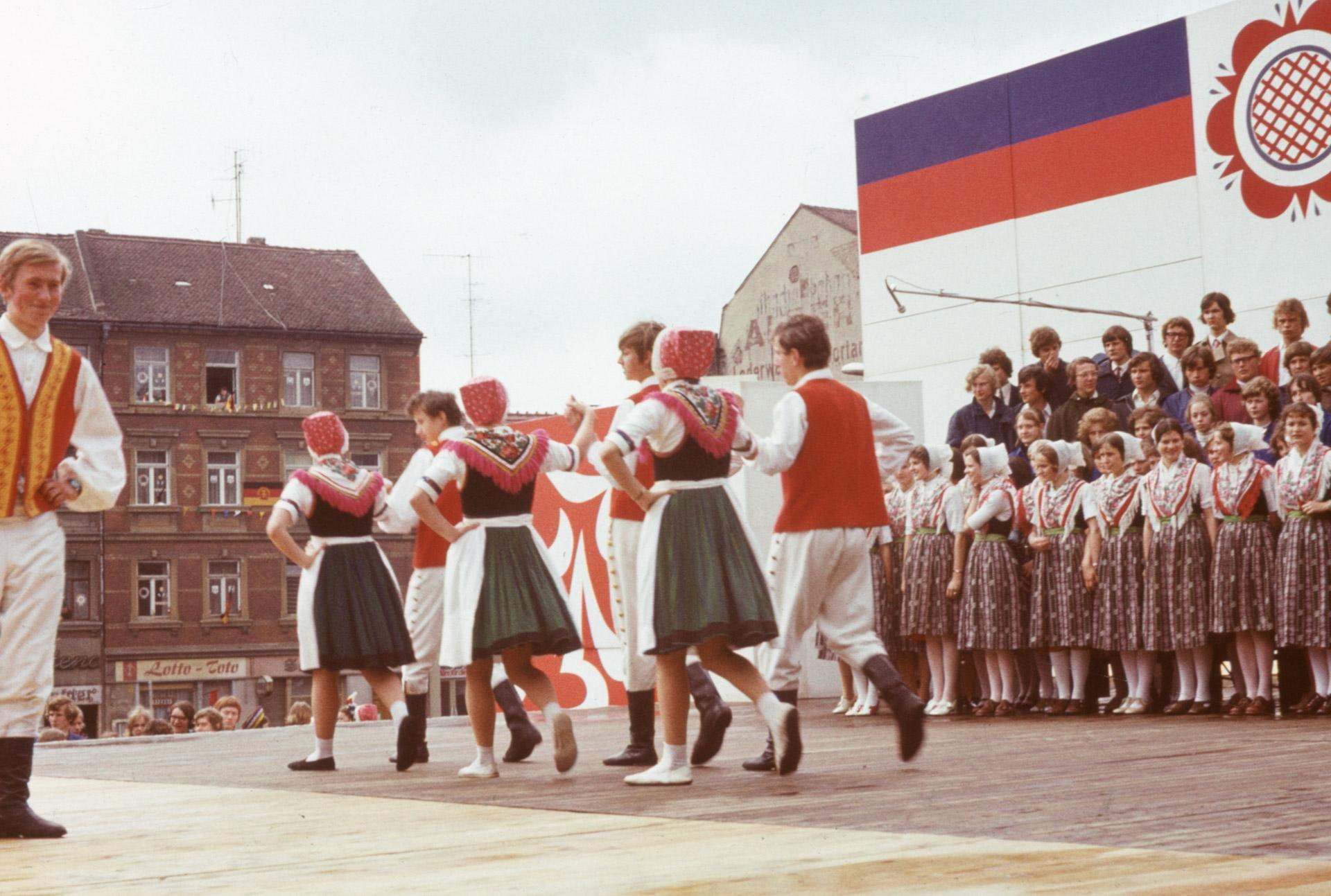
Фестиваль серболужицкого фольклора (1972)

В 1950-е годы возникли Институт серболужицкого народоведения, Институт сорабистики в Лейпцигском университете, Серболужицкое педагогическое училище в Баутцене, издательство «Домовина», Государственный ансамбль серболужицкой народной культуры, серболужицкие школы. 11 января 1951 года были выработаны директивы по реализации закона «Об охране прав лужицкого населения», согласно которым местные органы власти районов Баутцен, Каменц, Лёбау, Хойерсверда и Ниски должны были издавать распоряжения на немецком и лужицком языках. На обоих языках должны были быть написаны дорожные знаки, названия населённых пунктов и вывески на служебных зданиях в этих районах. В последующие десятилетия с воссозданием лужицкой печати и школ произошёл культурный подъём лужицкого народа. «Домовина» попала в зависимость от Социалистической единой партии Германии. В 1952 году лужичане оказались в двух образованных округах ГДР — Котбусском и Дрезденском. Территория расселения в 1950-е годы не превышала 6 тысяч км², из которых ¾ относились к Верхней Лужице. Протяжённость этой территории составляла 105 км с севера на юг и 48 км с запада на восток. В пограничных районах с Чехословакией и Польшей проживали потомки немецких колонистов, поселившихся здесь в Средние века.
С начала 1950-х годов Социалистическая единая партия Германии стала притязать на ведущую роль в решении серболужицких вопросов. В 1950 году председатель «Домовины» Павол Недо под давлением СЕПГ вынужден был подать в отставку. С 1965 по 1989 год раз в четыре-пять лет проводились фестивали серболужицкой культуры. В середине 1950-х годов в связи со строительством электростанций и комбината по переработке бурого угля «Шварце Пумпе» в округ Котбус прибыло значительное количество немецких рабочих, при этом исчезло множество серболужицких деревень. Патриотические настроенные лужицкие сербы, выступившие против такое развития, были подвергнуты запрету заниматься профессиональной деятельностью и арестам. С 1924 года по начало XXI века в результате освоения месторождений угля в Лужице было полностью или частично снесено более ста деревень. По данным Архива разрушенных деревень в Нови-Рогове к 2007 году было выселено 136 населённых пунктов.
В конце 1950-х годов поддержка развития серболужицкого языка и культуры существенно сократилась. Инструкция 1962 года предписывала преподавание в школах естественнонаучных предметов и математики исключительно на немецком языке. С 1962 по 1964 год количество учащихся на лужицком языке снизилось с 12 800 человек до 3200. Однако с середины 1970-х годов количество таких учащихся стало расти — на шесть тысяч человек в год. C начала 1950-х годов до 1979 года количество серболужицких школ сократилось со 140 до 61. В 1970-е годы сотрудниками Института Серболужицкого народоведения АН ГДР была написана история лужицких сербов в четырёх томах. В середине 1980-х годов «Домовина» начала диалог с католической и евангелической церквями. Созданное в ноябре 1989 года лужицкое Национальное собрание ставило одной из целей преодоление административно-территориальной разобщённости Лужицы. Во время демонстраций 1989—1990 годов в Лужице появились лозунги: «Иностранцы и венды — вон!», «Коммунистов и сербов в газовые камеры!».

### ФРГ

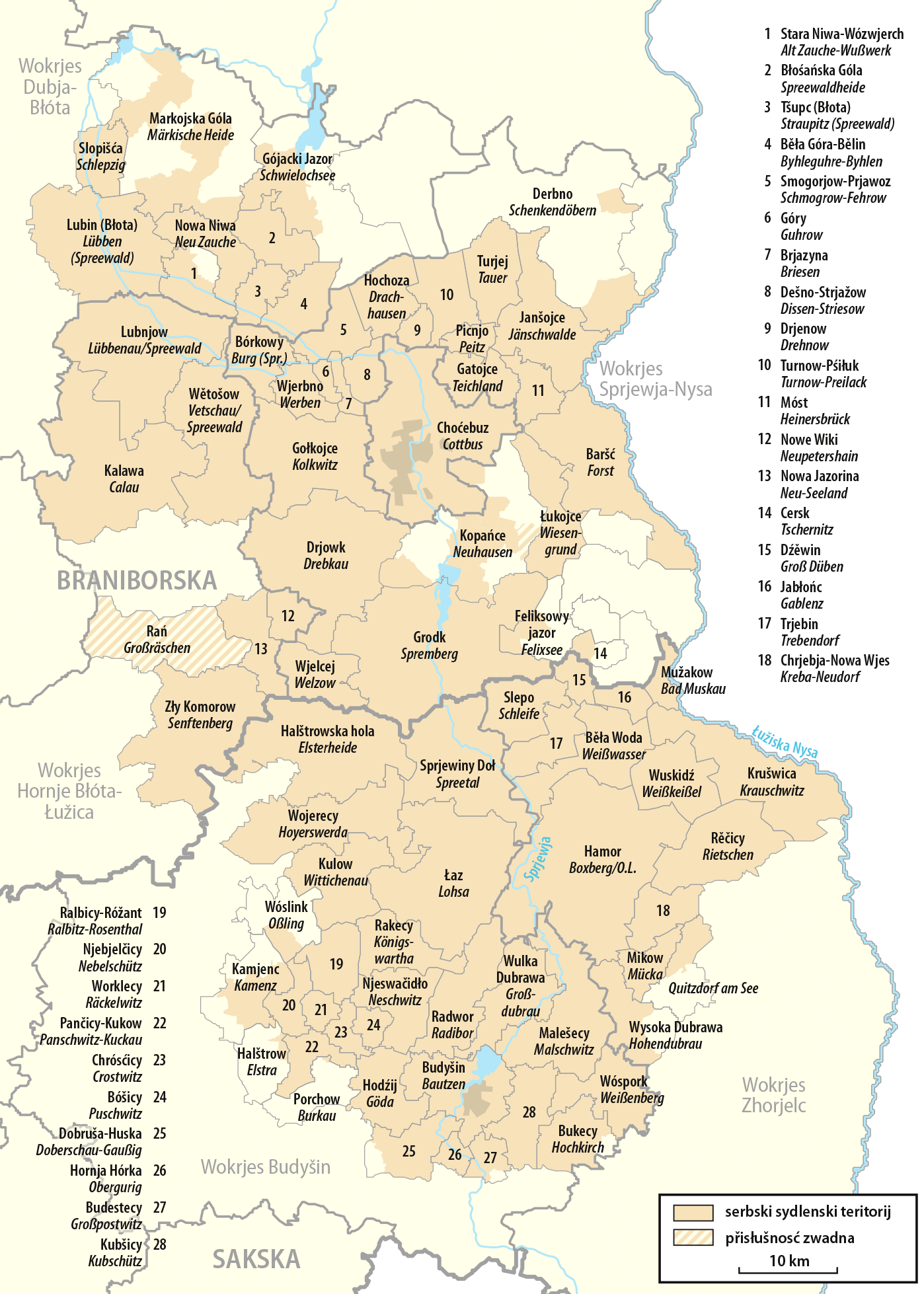
«Серболужицкая поселенческая область»

В 1990 году «Домовина» и правительство Германии провели переговоры, подписав объединительный договор о восстановлении единства Германии. Запись протокола к статье 35 гарантировала лужицким сербам защиту национальной самобытности. Конституции Саксонии и Бранденбурга от 1992 года закрепили поддержку языка, культуры и традиций лужицких сербов. В 1991 году был основан Фонд серболужицкого народа, через который осуществляется финансирование серболужицких учреждений. Развитие месторождений бурого угля в Лужице ставит под угрозу дальнейшее сокращение серболужицкой территории. С объединением Германии в 1990 году лужицкая молодёжь вынуждена была уезжать на заработки в более богатые западные районы Германии. Произошло снижение интереса к родному языку. Из-за сокращения количества учеников сократилось число школ с преподаванием на серболужицком языке. Исчезновение Чехословакии, длительное время игравшей роль «материнского» государства для лужичан, и ориентация Чехии и Польши на евроатлантические структуры привело к заметному снижению у чехов и поляков интереса к лужицким сербам, ослаблению межславянских связей, что негативно отразилось на национальной идентичности лужичан (в.-луж. serbskosć). У многих молодых людей стало преобладать ощущение принадлежности к немецкой идентичности.
На территории «Лужицкая поселенческая область» лужицкие сербы были признаны коренным народом. Этот район имеет федеральный статус «традиционное районное поселение». В соответствии с законами муниципалитеты этой территории несут ответственность за сохранение, развитие лужицких языков и поощрение серболужицкой культуры.

### Монографии
- Лаптева, Л. П. и др. История серболужицкого народа. — Москва. — 30 с.
- Семиряга, М. И. Лужичане. — М.: Издательство АН СССР, 1955.
- Гугнин, А. А. Введение в историю серболужицкой словесности и литературы от истоков до наших дней. — Москва, 1997. — 224 с.
- Zahrodnik, Ludwig и др. Serbske stawizny (верхнелуж.). — Budyšin: Domowina, 2009. — ISBN 978-3-7420-1385-9.
- Solta, Jan; Schiller, Klaus J.; Kasper, Martin. История лужицких сербов = Geschichte der Sorben/Stawizny serbow. — Баутцен: Domowina, 1974—1979. — Т. 1—4. (нем.) (верхнелуж.)
- Bogusławski, Wilhelm и др. История серболужицкого народа = Historija serbskeho naroda (верхнелуж.). — Budyšin, 1884. — 144 с.
- Bobková, Lenka и др. Нижняя и Верхняя Лужицы = Horní a Dolní Lužice (чешск.). — Прага: Libri, 2008. — 240 с. — ISBN 978-80-7277-382-4.
- Černý, Adolf. Мифологические существа лужицких сербов = Mythiske bytosće Łužiskich Serbow (верхнелуж.). — Budyšin: Časopis Maćicy Serbskeje, 1893.

### Статьи
- Стоит ли помогать сербам-лужичанам? // Славянские известия : журнал. — 1889. — № 16. — С. 413—414.
- Об ассимиляции лужичан. Западным славянам! Предостережение. Из прошлого лужицких сербов. // Славянские известия : журнал. — 1890. — № 37. — С. 663—664.
- Pałys, Piotr. Акция «Мускау» — попытка создания серболужицкой гмины на польской стороне Нысы-Лужицки (пол.). / Pro Lusatia.